# Ernst Jünger

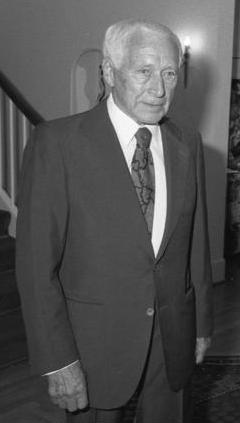
Ernst Jünger am 15. September 1986 in Bad Godesberg

Ernst Jünger (* 29. März 1895 in Heidelberg; † 17. Februar 1998 in Riedlingen) war ein deutscher Schriftsteller, dessen Persönlichkeit und Werk durch die Teilnahme am Ersten Weltkrieg geprägt wurden. Er ist vor allem durch Kriegserlebnisbücher wie In Stahlgewittern, phantastische Romane und Erzählungen sowie verschiedene Essays bekannt. Daneben stellen ausführliche Tagebücher aus dem Ersten und Zweiten Weltkrieg sowie aus der späteren Bundesrepublik einen wesentlichen Teil seines Werkes dar.
In seinem elitären, antibürgerlichen und nationalistischen Frühwerk, das der sogenannten Konservativen Revolution zugerechnet wird, bekämpfte Jünger die Weimarer Republik entschieden. Obwohl er der NSDAP nicht beitrat und deren rassistische Ideologie ablehnte, galt er nach 1945 als intellektueller Wegbereiter des Nationalsozialismus und gehört zu den umstrittensten Autoren Deutschlands. Er wurde 1918 mit dem Orden Pour le Mérite, 1959 mit dem Großen Bundesverdienstkreuz mit Stern (1977) und Schulterband (1985) ausgezeichnet und erhielt verschiedene weitere Preise und Auszeichnungen, darunter 1982 den Goethepreis, dessen Verleihung einen politischen Skandal hervorrief.

## Leben

### Frühzeit und Erster Weltkrieg

#### Kindheit und Schulzeit
Im Jahr 1895 wurde Ernst Jünger in Heidelberg als erstes von sieben Kindern des promovierten Chemikers Ernst Georg Jünger (1868–1943) und dessen späterer Frau Karoline „Lily“ Lampl (* 1873 in München; † 1950 in Leisnig/Sachsen) geboren. Er wurde protestantisch getauft. Zwei seiner Geschwister starben im Säuglingsalter. Sein jüngerer Bruder Friedrich Georg Jünger (1898–1977) wurde später ebenfalls Schriftsteller. Ernst Jünger verbrachte seine Kindheit in Hannover, in Schwarzenberg/Erzgeb. und schließlich ab 1907 in Rehburg. Durch die Apothekertätigkeit des Vaters und eine Beteiligung am Kalibergbau war Jüngers Familie wohlhabend.
Ostern 1901 wurde Ernst Jünger am Goethegymnasium in Hannover eingeschult. Mit der Einschulung begann für Jünger eine 13-jährige Leidenszeit, die bis zu seinem Notabitur 1914 von über zehn Schulwechseln geprägt war. Laut Jüngers Biograph Helmuth Kiesel lag die „schulische Odyssee“ weniger an den drei Umzügen der Familie als vielmehr an seinen schlechten Leistungen. Von 1905 bis 1907 verbrachte er auf Internaten in Hannover und Braunschweig. Ab 1907 lebte er wieder bei seiner Familie in Rehburg. Mit seinen Geschwistern besuchte er die Scharnhorst-Realschule in Wunstorf. In dieser Zeit entdeckte er neben seiner Vorliebe für Abenteuerromane auch die Liebe zur Insektenkunde.
1911 traten die Brüder Ernst und Friedrich Georg dem Wunstorfer Wandervogel-Club bei. Dort fand er den Stoff für seine ersten Gedichte, die in einer Wandervogel-Zeitschrift veröffentlicht wurden. Sie brachten ihm die Anerkennung seiner Lehrer und Mitschüler ein. Er genoss von diesem Zeitpunkt an den Ruf eines „Poeten und Dandys“.

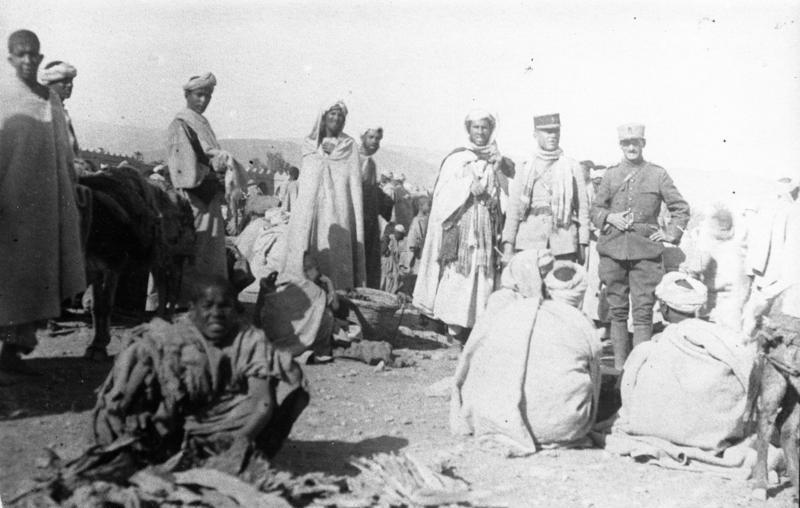
Marokko, Fremdenlegionäre

Weil ihn im Unterricht – inzwischen besuchte er ein Gymnasium in Hameln – die damals populären „afrikanischen Reiseberichte“ faszinierten, ging er nach den Ferien nicht in die Schule zurück, sondern ließ sich im November 1913 in Verdun von der Fremdenlegion anwerben und verpflichtete sich zu einer fünfjährigen Dienstzeit, um somit zu dem Land seiner Sehnsüchte zu gelangen. Danach kam er in das Ausbildungslager Sidi bel Abbès in Algerien und gehörte zur 26. Instruktionskompanie. Von dort floh er mit einem Kameraden nach Marokko, wurde aber schnell aufgegriffen und zur Legion zurückgebracht. Sechs Wochen später wurde er nach einer von seinem Vater betriebenen Intervention des Auswärtigen Amtes auf Grund seines Alters wieder entlassen. Zur Strafe wurde er von seinem Vater auf ein Internat nach Hannover geschickt. Diese Episode seines Lebens wird in dem 1936 erschienenen Buch Afrikanische Spiele verarbeitet.

#### Kriegsdienst

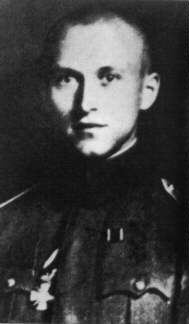
Jünger als Soldat 1918 in Rekonvaleszenz

Am 1. August 1914, kurz nach dem Ausbruch des Ersten Weltkrieges, meldete sich Ernst Jünger beim Füsilier-Regiment „General-Feldmarschall Prinz Albrecht von Preußen“ (Hannoversches) Nr. 73 in Hannover als Kriegsfreiwilliger. Nach dem Notabitur absolvierte er die militärische Ausbildung und kam im Dezember mit einem Ersatztransport an die Champagne-Front in Frankreich. Im April 1915 wurde Jünger erstmals verwundet. Im Heimaturlaub schlug er auf Anraten seines Vaters die Offizierslaufbahn (Fahnenjunker) ein. Wieder zurück in Frankreich, wurde er am 27. November 1915 Leutnant und Zugführer und machte sich durch spektakuläre Aktionen bei Patrouillen und Stoßtrupps einen Namen. Aber im Dezember 1915 notierte er ins Tagebuch – das er ständig mit sich führte –, dass das Töten im Krieg ein „Morden“ sei, und auch, dass der Krieg in ihm „doch die Sehnsucht nach den Segnungen des Friedens geweckt“ habe.
Im Laufe des dritten Kriegsjahres 1916 wurde Jüngers Regiment an sämtlichen Brennpunkten der Westfront eingesetzt. Während der zweiten Somme-Schlacht wurde Jünger am Vorabend der britischen Offensive in der Ruhestellung in Combles verwundet und kam ins Lazarett. In der Folgezeit wurde sein gesamter Zug bei Guillemont aufgerieben. Im November 1916 wurde Jünger bei einem Spähtruppeinsatz zum dritten Mal verwundet und erhielt wenig später das Eiserne Kreuz erster Klasse. Im Frühjahr 1917 wurde er zum Chef der 7. Kompanie ernannt. Beim Anblick grüner Wiesen im Mai 1917 fragte sich Jünger als „einst so kriegslustiger“ Mann:

„Wann hat dieser Scheißkrieg ein Ende?“

Er rettete durch einen Zufall am 29. Juli 1917 seinem Bruder Friedrich Georg Jünger auf dem Schlachtfeld von Langemark das Leben. Daraufhin folgten weitere Auszeichnungen, darunter am 4. Dezember 1917 das Ritterkreuz des Königlichen Hausordens von Hohenzollern. Im März 1918 überlebte Ernst Jünger einen Granateneinschlag, dem fast seine gesamte Kompanie zum Opfer fiel. Das Kriegsende erlebte er nach einer im August 1918 vor Cambrai erlittenen Verwundung im Lazarett in Hannover. Am 22. September 1918 erhielt er den Orden Pour le Mérite, die höchste militärische Auszeichnung der Krone Preußens.

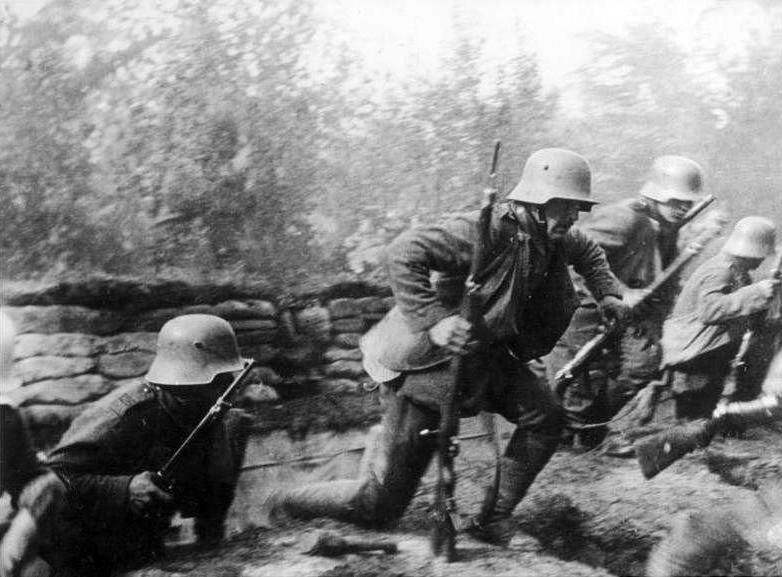
Deutscher Stoßtrupp im Ersten Weltkrieg

Die Gefechtspausen seines Frontalltags gegen Ende des Krieges verbrachte er vor allem damit, Werke von Nietzsche, Schopenhauer, Ariost und Kubin zu lesen. Außerdem ließ er sich aus der Heimat entomologische Zeitschriften schicken. Seine 15 Kriegstagebücher wurden vor Jüngers Tod dem Deutschen Literaturarchiv Marbach übergeben. 2010 erschienen sie, herausgegeben und kommentiert von Helmuth Kiesel. Darin erscheine Ernst Jünger, so Benjamin Ziemann, weder als protofaschistische Kampfmaschine noch als Vordenker einer Amalgamierung von Mensch und Kriegstechnik, sondern als „sehr genauer Chronist“ der Gewaltpraxis im Ersten Weltkrieg. Die Notizen dienten Jünger als Rohmaterial für sein erstes Buch (In Stahlgewittern, 1920). 2013 fasste sein Biograph Helmuth Kiesel erstmals alle Versionen dieses Buches in einer historisch-kritischen Edition zusammen.

### Weimarer Zeit

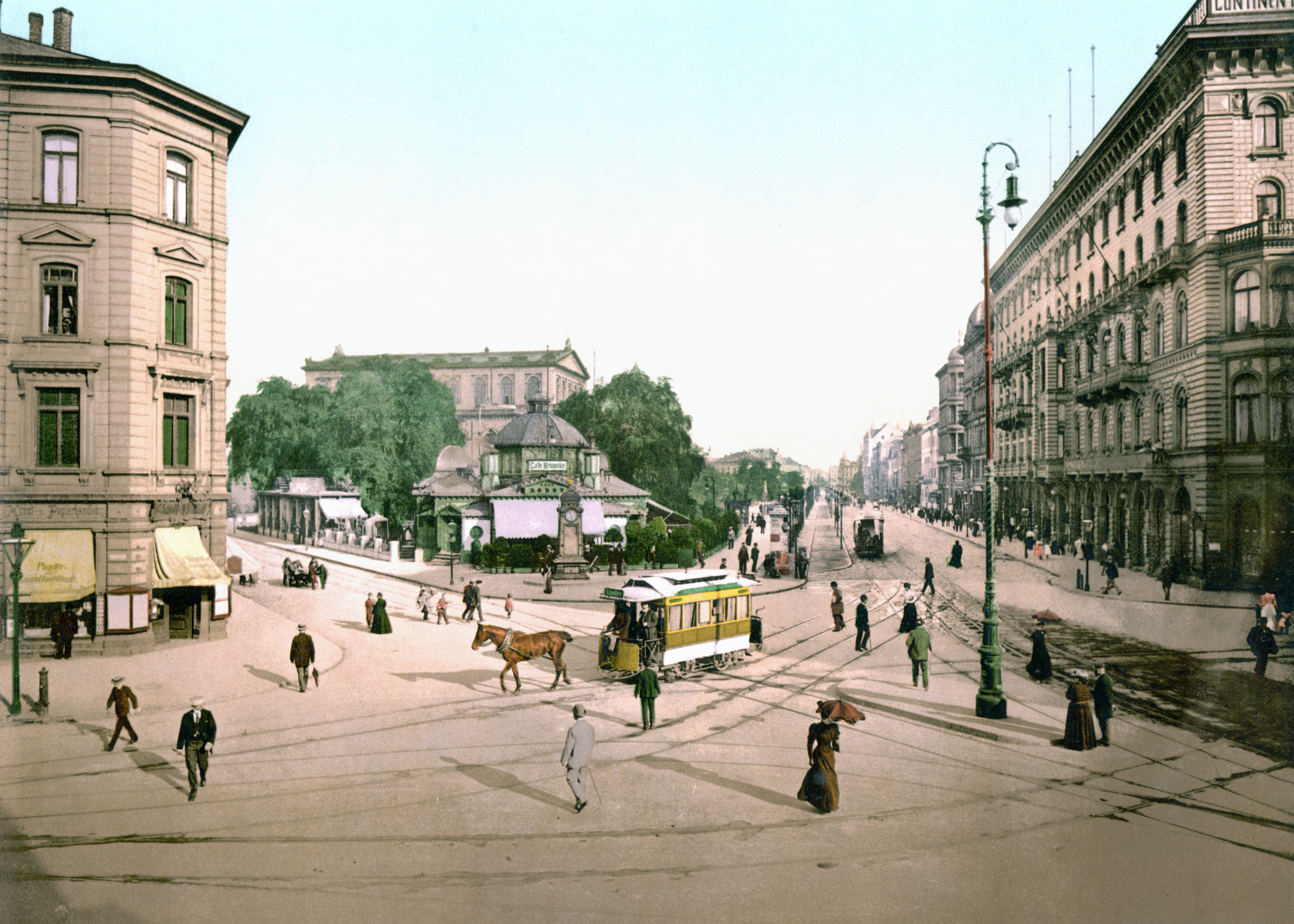
Das Café Kröpcke in Hannover

#### Erste Veröffentlichungen und Studium in Leipzig
Nach dem Ersten Weltkrieg diente Jünger zunächst noch als Leutnant im Infanterieregiment 16 der Reichswehr in Hannover. Während seiner Dienstzeit war er unter anderem mit der Ausarbeitung von Dienstvorschriften für den Infanteriekampf (Heeresdienstvorschrift 130) beim Reichswehrministerium in Berlin befasst.
In Hannover kam er, laut Helmuth Kiesel, mit dem Kreis um den Verleger Paul Steegemann in Berührung, zu dem unter anderem Dadaisten wie Walter Serner und Kurt Schwitters gehörten. Von Serners Werk Letzte Lockerung. manifest dada (1920) war Jünger nachhaltig beeindruckt. Von Thomas Mann las er die Betrachtungen eines Unpolitischen (1918), später auch den Zauberberg (1924). Von Oswald Spengler las er Der Untergang des Abendlandes (1918/22). Er begeisterte sich besonders für den französischen Dichter Arthur Rimbaud. Mit Baudelaire und Rimbaud erschloss sich Jünger nicht nur die Poetik der Moderne, betont Helmuth Kiesel, sondern auch das Seinsgefühl der Obdachlosigkeit und der Selbstentfremdung.
Bald profilierte er sich als entschiedener Gegner der Republik, hielt sich aber aus den politischen Auseinandersetzungen weitgehend heraus und überarbeitete seine Kriegsaufzeichnungen, die in die Werke In Stahlgewittern. Aus dem Tagebuch eines Stoßtruppführers (1920), Der Kampf als inneres Erlebnis (1922), Sturm (1923), Das Wäldchen 125 (1925) und Feuer und Blut (1925) einflossen. Dabei schrieb er einige kürzere Aufsätze im Militär-Wochenblatt, die Fragen der modernen Kriegsführung behandeln. In Stahlgewittern wurde zunächst nicht als literarisches Werk gelesen, sondern erschien laut Kiesel als „eine Art von Sachbuch“ in einem Militariaverlag.
Nach seinem Ausscheiden aus der Reichswehr am 31. August 1923 immatrikulierte er sich an der Universität Leipzig als stud. rer. nat. Er hörte Zoologie bei dem Philosophen und Biologen Hans Driesch, dem führenden Sprecher des Neovitalismus, und Philosophie bei Felix Krüger und dessen Assistenten Ernst Hugo Fischer. Jünger besuchte in Leipzig auch die meeresbiologische Vorlesung von Georg Grimpe, mit dem er von Februar bis April 1925 in Neapel sein Zoologie-Studium an der dortigen Zoologischen Station fortsetzte.
Im Jahr 1923 trat er für kurze Zeit in das Freikorps von Gerhard Roßbach ein und war vor allem als reisender Verbindungsmann zu anderen Teilen der nationalen Bewegung aktiv. Während eines längeren Aufenthalts in München, dem Heimatort seiner Mutter, sympathisierte Jünger mit jenem Kreis von ehemaligen Frontsoldaten um Erich Ludendorff und Adolf Hitler, der den November-Putsch organisierte. Eine Hitlerrede, die er dort hörte, beschrieb er rückblickend als „Elementarereignis“. Wenige Wochen vor dem gescheiterten Hitlerputsch publizierte er im Völkischen Beobachter, dem Parteiblatt der NSDAP (Nationalsozialistische Deutsche Arbeiterpartei), seinen ersten dezidiert politischen Artikel, Revolution und Idee, ein Plädoyer für eine „wirkliche Revolution“, deren Banner und Ausdrucksform das Hakenkreuz und die Diktatur sein sollten. In einem Münchner Vorort besuchte er Ludendorff, dem er im April 1924 eine Eloge im Deutschen Tageblatt widmete.
Am 3. August 1925 heiratete Jünger Gretha von Jeinsen. Am 1. Mai 1926 wurde in Leipzig der Sohn Ernst geboren (in Jüngers Aufzeichnungen meist „Ernstel“ genannt). Das Studium brach er am 26. Mai ohne Abschluss ab und wandte sich ganz der Schriftstellerei zu.
Die in den 1920er Jahren beginnenden und bis 1933 andauernden regen publizistischen Tätigkeiten für ausschließlich nationalistisch-völkische bis nationalrevolutionäre Organe machten Jünger zu einem weithin beachteten Wortführer und Theoretiker der politischen Rechten. Die erste Publikation, für die Jünger ab dem 6. Juni 1925 bis März 1926 regelmäßig arbeitete, war die von ihm mitherausgegebene Sonderbeilage der Stahlhelm-Zeitung Die Standarte. Beiträge zur geistigen Vertiefung des Frontgedankens. Hier konnte er seine politischen Schlussfolgerungen aus dem Weltkriegserlebnis publizistisch ausbreiten. Als Sprecher der jungen Radikalen, so Heimo Schwilk, geriet er jedoch in Gegensatz zur Stahlhelmführung und zum Legalitätskurs von Franz Seldte. Zwischen September 1925 und März 1926 publizierte er als freier Schriftsteller 19 Aufsätze. Bei einer Auflage von ungefähr 170.000 Exemplaren erreichten seine Ideen ein relativ breites Publikum.
Nachdem sich die Bundesleitung des Stahlhelms von Jünger und den radikalen Nationalisten distanzierte, gab Jünger ab April 1926 zusammen mit Helmut Franke, Franz Schauwecker und Wilhelm Kleinau die Standarte in eigener Regie mit dem programmatischen Untertitel Wochenschrift des neuen Nationalismus heraus. Damit ging ihre Auflage schlagartig auf wenige tausend Exemplare zurück. Nach nur fünfmonatigem Erscheinen musste die neue Standarte im August 1926 auf Anordnung des Magdeburger Oberpräsidenten Otto Hörsing eingestellt werden, weil in dem Artikel Nationalistische Märtyrer die Morde an Walther Rathenau und Matthias Erzberger legitimiert worden waren. Darauf kündigte der Stahlhelm auch dem Schriftleiter Helmut Franke. Nach den Meinungsverschiedenheiten mit dem Bundesverband des Stahlhelms verließ Jünger den Verband und gab ab November 1926, finanziert durch Gelder von Hermann Ehrhardt, die Münchner Zeitschrift Arminius, eine Kampfschrift für deutsche Nationalisten (so der Untertitel) heraus. Bis September 1927 veröffentlichte Jünger dort 27 Beiträge, in denen er unter anderem auch die NSDAP kritisierte, weil sie ihm nicht radikal genug war. Trotz dieser Kritik gab der Völkische Beobachter im Januar 1927 ausführlich eine Rede Jüngers wieder. Nachdrucke seiner Artikel erschienen im Frühjahr 1927 in der Berliner Deutsche Zeitung und den Leipziger Neuesten Nachrichten, die ihn somit einem breiteren Publikum bekannt machten. Mit seinen Veröffentlichungen erwarb sich Jünger 1927 einen Namen als einer der herausragenden Vertreter der radikalen Rechten. Nach einem Zerwürfnis mit seinem Mitherausgeber Helmut Franke beendete Jünger im Mai 1927 seine Tätigkeit als Herausgeber des Arminius und übernahm ab Oktober 1927 die Herausgeberschaft der Zeitschrift Vormarsch. Blätter der nationalistischen Jugend, die ebenfalls von Hermann Ehrhardt finanziert wurde. Er war bis März 1928 Herausgeber und veröffentlichte dort insgesamt zwölf Beiträge. Parallel zu seinen Veröffentlichungen in den Zeitschriften von Ehrhardt schrieb Jünger ab April 1927 für Ernst Niekischs Zeitschrift Widerstand. Zeitschrift für nationalrevolutionäre Politik, wo bis 1933 insgesamt 18 seiner Artikel erschienen.

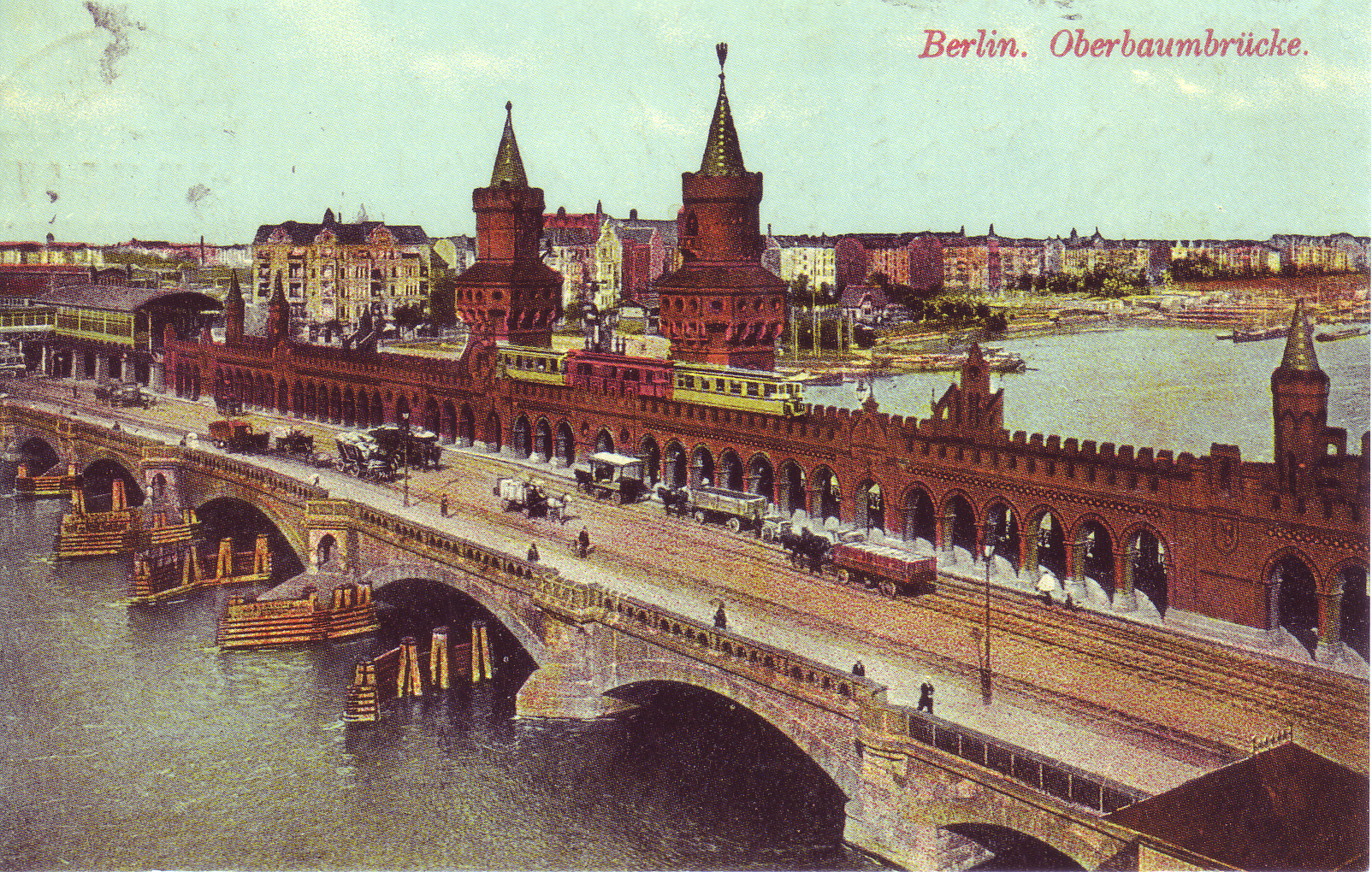
Berlin, Blick auf die Oberbaumbrücke und den Osthafen

Im Juli 1927 übersiedelte Jünger mit seiner Familie von Leipzig nach Berlin, um das moderne Leben in seiner „Traumstärke“ zu erfassen. Zunächst wohnte er in der Nollendorfstraße 29/3 im Ortsteil Schöneberg, in der Nähe der Motzstraße, wo der Juniklub im sogenannten Schutzbundhaus seine Zusammenkünfte abhielt. Nach einem Jahr siedelte Jünger in die Stralauer Allee (36, 1. Stock) um, in eine Arbeitergegend unweit des Osthafens. In Berlin intensivierte sich der Austausch mit konservativen Revolutionären wie Ludwig Alwens, Franz Schauwecker, Friedrich Hielscher, Albrecht Erich Günther, Bruno und Ernst von Salomon sowie Ernst Niekisch. Er lernte auch Schriftsteller der Linken wie Bertolt Brecht, Ernst Toller und Erich Mühsam kennen. Er unterhielt Beziehungen zu Arnolt Bronnen, zu den Malern A. Paul Weber und Rudolf Schlichter sowie zu den Verlegern Ernst Rowohlt und Benno Ziegler, und traf sich mit nationalsozialistischen Parteiführern wie Otto Strasser und Joseph Goebbels. Er vertiefte seine Freundschaft zum Philosophen Ernst Hugo Fischer, den er bereits aus Leipzig kannte, und schloss neue Freundschaften mit Valeriu Marcu, Alfred Kubin und Carl Schmitt. In der Berliner Zeit machte er sich den Lebensstil der Bohème zu eigen. Das Geheimnis seines einsetzenden Erfolges rührte laut Jan Robert Weber daher, dass er zwei Felder zugleich bestellte: Publizistik und Essayistik, Politik und Literatur.

#### Antidemokratisches Engagement

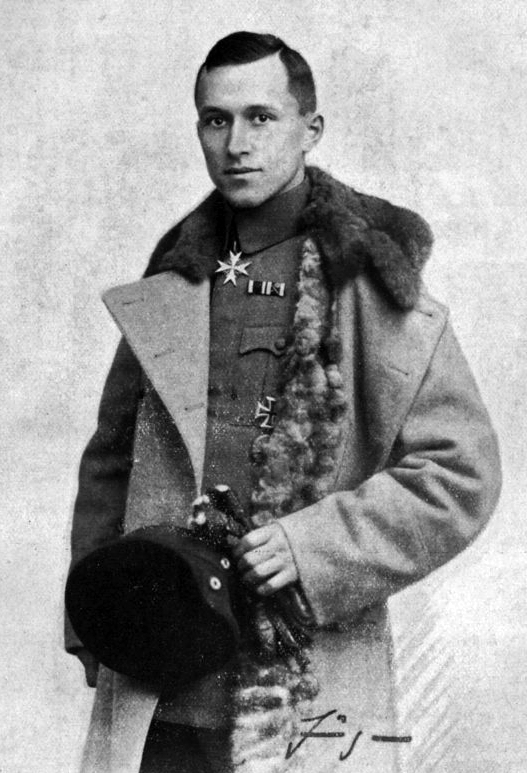
Ernst Jünger, etwa 1920

In seiner nationalrevolutionären Publizistik forderte Jünger aus der Verabsolutierung seiner Kriegserlebnisse heraus eine Militarisierung aller Lebensbereiche. Die Weimarer Republik bekämpfte er radikal. Er sprach sich für ihre gewaltsame Zerschlagung und die Errichtung einer nationalen Diktatur aus. Die Ideale des Humanismus, Pazifismus, generell aller bürgerlichen Ordnungs- und Zivilisiertheitsvorstellungen lehnte er ab: Stattdessen propagierte er ein Menschenbild, das keine Scheu vor Schmerz und Opfer kennt und Disziplin und Rangordnung höher achtet als das aus seiner Sicht ungerechtfertigte Postulat der Gleichheit. Nach Ansicht Kiesels steckte dahinter ein „früh anerzogener und durch die Lektüre Nietzsches befestigter Antidemokratismus und Antihumanismus“, aber auch der Verdacht, dass, wenn die Humanisten Recht hätten, die vier Jahre Krieg sinnlos gewesen sein könnten. In der Erstauflage 1925 von Wäldchen 125 findet sich die Aussage, er „hasse die Demokratie wie die Pest.“
Gefolgt wird diese Aussage von Drohungen gegen das „geschäftsmäßige Literatenpack“, das sich für Aufklärung, Demokratie und Pazifismus einsetze. Gegen diese, so Jünger, müsse „sofort die Prügelstrafe wieder eingeführt“ werden. Obwohl er diese Sätze 1933 für die folgenden Ausgaben aus dem Buch entfernen ließ, handelt es sich nach Ansicht des Historikers Peter Longerich um eine „auch in der Diktion für ihn typische Aussage“. Die Weltanschauung, die Jünger seiner Generation der Frontsoldaten empfiehlt, betont auch Matthias Schloßberger, habe ihre Wurzeln in der Romantik und der Lebensphilosophie Nietzsches. Laut Steffen Martus formulierte Jünger für die Nachkriegszeit eine nationalistische Handlungsanweisung:

„Wir können gar nicht national, ja nationalistisch genug sein. Eine Revolution, die das auf ihre Fahnen schreibt, soll uns stets in ihren Reihen finden, denn nicht der Staat ist unser Unbedingtes. Volk und Vaterland sind uns durch Geburt gegeben, wir erkennen sie als die besten an, der Staat ist für uns nur das mächtigste Mittel ihrer Verwirklichung.“

Das nationalistische Programm sollte auf vier Grundpfeilern basieren: Der kommende Staat müsse national, sozial, wehrhaft und autoritativ gegliedert sein. Dabei sei die Staatsform „nebensächlich, wenn nur ihre Verfassung eine scharf nationale ist“.
Zusammen mit seinem Bruder Friedrich Georg, mit Gerhard Roßbach und Arnolt Bronnen sowie weiteren Verbündeten fand sich Jünger am 17. Oktober 1930 im Beethovensaal ein, um die Deutsche Ansprache von Thomas Mann zu stören, in der dieser vor den Gefahren des aufkommenden Nationalsozialismus warnte. Joseph Goebbels unterstützte die Aktion, indem er zwanzig mit Smoking bekleidete SA-Männer schickte.

#### Verhältnis zur NSDAP
Laut dem Historiker Daniel Morat war es sicher kein Zufall, dass Jünger 1923 seinen ersten politischen Artikel im Völkischen Beobachter veröffentlichte. Die nationalsozialistische Bewegung wurde von ihm als eine der radikalsten und unbürgerlichsten begrüßt. In dieser Bewegung, so Jünger, sei „mehr Feuer und Blut, als die sogenannte Revolution in den ganzen Jahren aufzubringen imstande war“. In Hitler sah er eine „Gestalt die unzweifelhaft schon wie die Mussolinis die Vorahnung eines ganz neuen Führertypus“ erwecke. Hier deutet sich Kai Köhler zufolge bereits eine Haltung der Überlegenheit an: „Hitler ist aus Sicht dessen, der in die Zukunft blickte, eben nicht der Führer, sondern nur die Vorahnung eines kommenden Typus, dessen Merkmale der Betrachter besser zu erkennen beansprucht“. Im Stahlhelm-Jahrbuch 1926 erklärte Jünger, im eigenen Denken gezwungen zu sein, außer dem im Deutschen veranlagten Nationalismus, Militarismus und Imperialismus noch „dem Sozialismus einen wichtigen Platz auf dem Felde unseres Denkens einzuräumen, und daß es sehr vielen so gegangen ist, das beweist die Gründung der Nationalsozialistischen Partei, die aus einem tiefen Bedürfnis heraus hervorgegangen ist“. Allerdings sind Jüngers Aussagen zum Sozialismus, so Bruno W. Reimann, meist nur plakativ, floskelhaft und substantiell dünn, so auch diese „flächige Formulierung“. In diesem Jahrbuch definierte sich Jünger, so Reimann, als Parteigänger der faschistischen und rassistischen Gewalt und bezeichnete sich als „begeisterter Anhänger“ des Hitler-Putsches.

„Nun, wir haben als Anhänger den plötzlichen Aufstieg dieser Partei erlebt, wir waren in den Novembertagen begeistert dabei, und wir haben den Fehlschlag für einen unerklärlichen Irrtum der Geschichte gehalten. […] Heute, wo wir schon wieder einen kleinen Abstand von den Ereignissen gewonnen haben, sehen wir, daß die Arbeit, die in dieser Partei geleistet wurde, nicht vergebens war.“

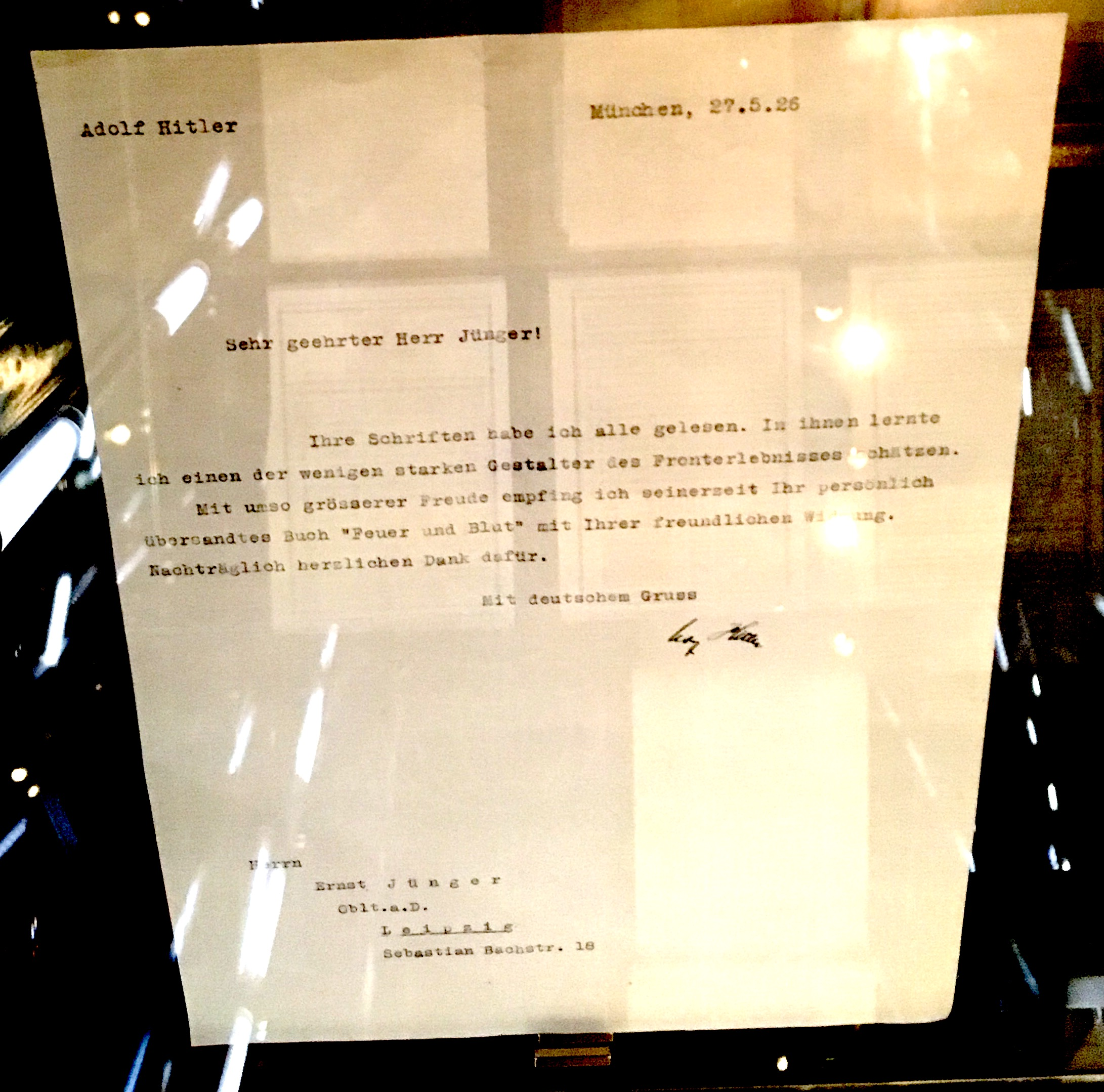
Brief von Adolf Hitler an Ernst Jünger, 27. Mai 1926

Am 29. Januar 1926 sandte er Hitler sein Buch Feuer und Blut mit der Widmung „Dem nationalen Führer Adolf Hitler“, worauf dieser sich persönlich bei ihm bedankte. Hitler kündigte sogar einen Besuch in Leipzig an, sagte aber in letzter Minute ab.
Im März 1926 plädierte Jünger für die „aktive Eingliederung in das politische Kräftespiel“ und forderte die Zusammenfassung der „nationalen Frontsoldatenverbände“, der „Kräfte der radikalen, der völkischen und der nationalsozialen Gruppen“ sowie des „blutmäßige[n] Kern[s] des Frontsoldatentums der Arbeiterschaft“. Am 20. Mai 1926 kam er wieder auf den misslungenen Hitler-Putsch zu sprechen, den er als „noch unklaren Aufstand in München“ umschrieb, bei dem allerdings der Nationalismus noch mitten im Prozess einer innerlichen Überwindung der „Formen eines alten Staates“ gesteckt habe, und sprach sich trotz der ersten Risse im Verhältnis zum Stahlhelm dafür aus, „unseren Einfluß in den Kampfbünden zu stärken“ und ihre „Revolutionierung“ voranzutreiben. In seinem Aufruf „Schließt euch zusammen!“ vom 3. Juni 1926 forderte er schließlich ergebnislos den Zusammenschluss der „Einzelbewegungen“ zur „nationalistischen Endfront“, denn „die Form unserer Bewegung wird auch die Form des zukünftigen Staates sein“, und bezog die NSDAP, mit deren Hilfe die Arbeiterschaft gewonnen werden sollte, ausdrücklich mit ein:

„Der Nationalsozialismus besitzt auf Grund seiner andersgearteten Führerschicht diese Fähigkeit, und es wird kein entscheidender Erfolg erzielt werden, ehe man sich nicht unter Ausschaltung alles Kleinlichen von beiden Seiten her die Hand gegeben hat.“

„Es gibt aber heute keine Kampftruppe, die für den Nationalismus in Frage kommt, als die Bünde und die Nationalsozialisten.“

Bei Jünger, so der Historiker Morat, gab es in der Propagierung eines „nationalen Sozialismus“ weitgehende inhaltliche Übereinstimmungen mit der NSDAP. Der entscheidende Unterschied zwischen „neuem Nationalismus“ und Nationalsozialismus lag nicht auf inhaltlicher Ebene, sondern bestand in der Organisationsform als esoterische Zirkel auf der einen und als Massenpartei auf der anderen Seite. In seinem 1927 im Arminius erschienenen Aufsatz „Nationalismus und Nationalsozialismus“ legte Jünger besonderen Wert auf die Bedeutung der „vorwiegend literarischen Tätigkeit“ der Vorkämpfer des Neuen Nationalismus in der „Zwischenzeit“. Damit meinte er, so Bruno W. Reimann, die Zeit zwischen den Kämpfen, in der man sich auf die Werte des Kampfes besinnen sollte. Während der Nationalsozialismus „als politische Organisation auf die Gewinnung von tatsächlichen Machtmitteln angewiesen ist“, um „eine Idee zu verwirklichen“, sei es die Aufgabe des Nationalismus, „sie möglichst tief und rein zu erfassen“. Jemand, der dies tue, könne schwerer wiegen „als hundert Sitze im Parlament“. Diese Rollenverteilung zeige, so Heimo Schwilk, dass Jünger die neuen Nationalisten als eine geistige Elite versteht, die dem gröberen Parteisoldatenvolk Hitlers die Richtung weist.
Hitler soll Jünger 1927 ein Reichstagsmandat angeboten haben. Karl Otto Paetel, der um 1930 zu den Bündischen und Nationalrevolutionären zählte, berichtete 1949, Jünger habe dies mit der Begründung abgelehnt, er halte „das Schreiben eines einzigen Verses für verdienstvoller als 60 000 Trottel zu vertreten.“ Helmuth Kiesel weist darauf hin, dass weder das Angebot noch seine Ablehnung dokumentiert seien.
Hitler ging auf Jünger ein letztes Mal im Juli 1929 zu, als er ihm in seinem Namen durch Rudolf Heß eine offizielle Einladung als Ehrengast zum Nürnberger Parteitag der NSDAP vom 1. zum 4. August 1929 übermitteln ließ. Jünger nahm die Einladung an, erschien jedoch nicht. Die Gründe sind bis heute unbekannt.
Als sich Hitler 1929 gegen die terroristische Landvolkbewegung wandte, in der Jünger den Vorreiter der von ihm erhofften nationalrevolutionären Bewegung gesehen hatte, kam es zum offenen Bruch. Hans Sarkowicz und Alf Mentzer meinen, Jünger habe Hitlers Entscheidung, nicht revolutionär, sondern im legalen Marsch durch die Institutionen an die Macht zu gelangen, als Konzession an den verhassten Parteienstaat abgelehnt. Zu Recht, meint auch Helmuth Kiesel, habe man gesagt, die NSDAP sei Jünger nicht radikal genug gewesen, sondern habe sich in seinen Augen als Teil des bürgerlichen Systems erwiesen. Harro Segeberg bezeichnet Jüngers kurzes Engagement als „frühen Flirt“ mit dem Nationalsozialismus jener Zeit.
Wojciech Kunicki zufolge war die einzige national-revolutionäre Richtung, die von Jünger Ende der Zwanzigerjahre unterstützt wurde, die „nationalbolschewistische in ihrer anarchistischen Ausprägung“ um Bruno von Salomon und seine „Landvolkbewegung“. Kunicki weiter: „Das Programm Jüngers für die Übergangsphase zur Diktatur war das einer offenen Anarchie und einer kompromisslosen Zuspitzung der Konflikte und der Gegensätze.“ So schrieb Jünger am 10. September 1929 an Salomon:

„Es ist sehr wichtig, daß wir Herde besitzen, in denen das Feuer der Anarchie sich erhält. Eine latente und anonyme Anarchie ist unter den gegebenen Verhältnissen wertvoller als die offenen Ausbrüche, die schneller gelöscht werden können. Es ist sehr gut, daß an der Stelle, an der Sie sich befinden, die Gegensätze bereits sichtbar werden, die den Nationalismus in unserem Sinne von der extremen Rechten trennen.“

Durch seinen freundschaftlichen Umgang mit Ernst Niekisch und seine regelmäßigen Beiträge zu Niekischs Zeitschrift Widerstand wurde Jünger in die Nähe des Nationalbolschewismus gerückt. Die Ablehnung des Westens und die Forderung nach einem Bündnis mit der Sowjetunion, Antikapitalismus und preußischer Sozialismus, beeinflussten seine Konzeption des Groß-Essays Der Arbeiter zwischen 1930 und 1932. Niekisch sah deshalb in Jünger einen der wichtigsten Vertreter des Nationalbolschewismus, während Jünger sich vorsichtig gegen diese Vereinnahmung zur Wehr setzte. Für Jan Robert Weber waren es die nationalbolschewistischen Implikation des Arbeiters, die Jünger 1933 ein Bekenntnis zu Hitler unmöglich machten. Da er als einer der Köpfe des politisch gescheiterten Nationalbolschewismus galt, habe er Weggefährten und auch sein eigenes Werk nicht zugunsten einer Karriere im NS-Staat verraten müssen. Dem politischen Widerstand der Nationalbolschewisten um Niekisch gegen den Nationalsozialismus schloss sich Jünger gleichwohl nicht an, sondern zog sich auf die Position des Solitärs zurück.
1929 antwortete der von Joseph Goebbels herausgegebene Angriff als Reaktion auf einen Artikel Jüngers im linksliberalen Tage-Buch, in dem Jünger erklärt hatte, dass der Antisemitismus für den „neuen Nationalismus“ „keine Fragestellung wesentlicher Art“ sei und dass sich der Nationalsozialismus durch seinen Legalitätskurs als Teil der bürgerlichen Ordnung erwiesen habe: „Wir debattieren nicht mit Renegaten, die uns in Schmutzblättern jüdischer Landesverräter anpöbeln. Herr Jünger aber ist damit für uns erledigt.“ Der expressionistische Dramatiker Arnolt Bronnen versuchte 1930 Jünger mit Goebbels zu versöhnen.
Steffen Martus fasste vier Punkte zusammen, die Jünger an der nationalsozialistischen Bewegung auszusetzen hatte: die Mitarbeit im parlamentarischen System, die herausgehobene Rolle der „Masse“, die fehlenden „geistigen“ Grundlagen sowie das biologistische Konzept von „Rasse“.

#### Politischer Publizist
In den frühen 1930er Jahren bemühte Jünger sich in seinen Schriften um eine geschichtsphilosophische Erweiterung seines weltanschaulichen Programms. Er gab mehrere nationalrevolutionäre Sammelbände heraus. Um ihn herum bildete sich ein Zirkel nationalistischer Publizisten aus sehr unterschiedlichen Flügeln, angefangen von späteren Nationalsozialisten bis hin zum Nationalbolschewisten Ernst Niekisch. Es sei der mitreißende Schwung und der glühende Idealismus, so Heimo Schwilk, die seine Zeitschriftenbeiträge und Aufrufe gerade in den prosperierenden Jahren der Weimarer Republik für die Jugend so verführerisch machten, dass ihm auch der politische Gegner die Anerkennung nicht versagen konnte, so etwa wenn Klaus Mann von „einer gewissen mißleiteten Reinheit“ sprach, die zu befehden sich lohne.
In Kreisen, die nicht dem nationalistischen Spektrum zuzuordnen sind, wurde man 1929 durch Jüngers Essay „Nationalismus“ und Nationalismus im linksliberalen Tage-Buch auf ihn aufmerksam. Leopold Schwarzschild replizierte unter dem Titel Heroismus aus Langeweile und kritisierte, dass der junge Nationalismus nicht konstruktiv sei. 1930 erschien die Abhandlung Die totale Mobilmachung, einer von Jüngers Versuchen, nach dem politischen Scheitern des neuen Nationalismus einen neuen Zugriff auf die Wirklichkeit zu erproben. Walter Benjamin nahm den Band Krieg und Krieger, in dem dieser Aufsatz erschienen war, zum Anlass, um Jünger und seinen Mitautoren vorzuwerfen, ihr Horizont sei vom Krieg bestimmt. Vom Frieden wüssten sie nichts. „[U]nter der Maske erst des Freiwilligen im Weltkrieg, dann des Söldners im Nachkrieg“ stecke der „zuverlässige faschistische Klassenkrieger“. Klaus Mann diskutierte Jünger als Typus im Kontext der paneuropäischen Idee. Ein geeintes Europa sei die einzige Möglichkeit, einen neuen Krieg zu vermeiden. Dem stehe „die Sympathie der Jugend mit dem Terror“ gegenüber und Jünger verlocke „mit seinem pathetisch blutrünstigen Todhaß gegen die Zivilisation“.
Jünger distanzierte sich vom Antimodernismus rechter Kreise genauso wie vom biologistischen Rassismus der völkischen Bewegung. In Der Arbeiter bediente er sich zwar biologistischer, sozialdarwinistischer Metaphorik und sprach von „einer neuen Rasse“, die durch „Züchtung“ und „Auslese“ zustande komme. Unter „einer sehr einheitlichen Rasse“ als zentralem Merkmal des zukünftigen nationalistischen Staates verstand Jünger jedoch die „Rasse der Gräben“, also die Frontsoldaten des Ersten Weltkriegs. Das „Blut“ stellte für Jünger eine Gegenmacht zum „Intellekt“ dar, sodass die „Blutmäßigkeit“ einer Haltung oder Bewegung für ihn keine Frage der Abstammung, sondern eine des Glaubens und des Opfers war.
„Blut“ war ein Zentralbegriff des rechtsintellektuellen Antiintellektualismus Jüngers und die „Blutgemeinschaft“ ein Gegenentwurf zur „Geistgemeinschaft“ des Intellekts.
Auch wenn Jünger keinen rassebiologischen Antisemitismus vertrat, finden sich in seinen nationalistischen Texten dennoch antisemitische Stereotype. Die Juden werden stets dem feindlichen Lager, dem Liberalismus, Pazifismus und Internationalismus zugeordnet. Am Deutschtum können sie bei Jünger keinen Anteil haben; erledigt würde die „jüdische Frage“, wenn das Deutschtum in Reinheit zum Ausdruck komme.
Äußerungen in seinem Essay Nationalismus und Judenfrage (1930) seien im Zusammenhang mit seinem radikalen „Anti-Liberalismus und Anti-Demokratismus“ (Harro Segeberg) zu sehen und richteten sich daher in erster Linie gegen die Assimilation der deutschen Juden, die er als „Zivilisationsjuden“ abqualifiziert; Jünger bevorzugte wie damals auch sein Bruder Friedrich Georg und andere Nationalrevolutionäre eher das orthodoxe Judentum, dann auch zunehmend den modernen Zionismus.
Von Januar 1930 bis Oktober 1931 übernahm Jünger, zusammen mit Werner Lass, vorübergehend die Herausgeberschaft der Zeitschrift Die Kommenden. Überbündische Wochenschrift der deutschen Jugend, wo weitere 10 Beiträge veröffentlicht wurden, allerdings nur Nachdrucke und ein Vorabdruck.
1931 zog Jünger in die Berliner Dortmunder Straße, Nähe Bellevue, 1932 nach Berlin-Steglitz. Im Frühjahr 1932 trat Jüngers Vater der NSDAP bei. Im November 1932, auf dem Höhepunkt der politischen und gesellschaftlichen Krise der Weimarer Republik, erschien Jüngers umfangreicher Essay Der Arbeiter. Herrschaft und Gestalt, in dem er für einen hierarchischen, autoritären, diktatorischen, vielleicht totalitären Staat plädierte. Jünger glaubte, so Kiesel, die Nöte und Ungerechtigkeiten der Zeit mit technokratischen Mitteln, durch Organisation und Maschineneinsatz beheben zu können.

### Haltung während der Zeit des Nationalsozialismus

#### Rückzug von der Politik
Am 12. April 1933 wurde Jüngers Wohnung aufgrund seiner Kontakte zu Erich Mühsam von zwei Polizisten durchsucht. Sie hätten das Unternehmen abgebrochen, so erinnerte sich Jünger später, als sie auf Briefe von Heß und Hitler gestoßen seien. Danach vernichtete Jünger seine Tagebücher seit 1919, Gedichte, den größten Teil seines Briefwechsels und seine Aufzeichnungen über die politischen Ereignisse. Im November 1933 zog er mit seiner Familie nach Goslar, wo 1934 sein zweiter Sohn Alexander geboren wurde.
Ebenfalls im November 1933 lehnte Jünger die Aufnahme in die neu besetzte Deutsche Akademie der Dichtung in Berlin ab, für die ihn Hans Grimm vorgeschlagen hatte, sagte dem Reichssender Leipzig ab und verbat sich im Juni 1934 nicht autorisierte Abdrucke seiner Schriften im Völkischen Beobachter. Gegenüber dem Präsidenten der Dichterakademie, Werner Beumelburg, erklärte Jünger seine Bereitschaft „zur positiven Mitarbeit am neuen Staate“. Für Daniel Morat hatte dieses Schreiben in erster Linie taktische Bedeutung. Ebenso hält er einen den NS-Staat bejahenden Text Jüngers im Nachrichtenblatt für die Ritter des Ordens „Pour le Merite“ vom September 1933 für ein „Lippenbekenntnis“.
An der Distanz Jüngers zum NS-Regime könne, so Steffen Martus, bei aller Nähe zum Nationalsozialismus vor 1933 kein Zweifel bestehen. Jüngers Karriere tat dies keinen Abbruch. Während der 1930er-Jahre war er ein anerkannter, sich gut verkaufender Autor. Seine Werke wurden wohlwollend besprochen und Auswahlausgaben seiner Weltkriegsschriften verlegt. Seine neuen Werke erschienen in mehreren Auflagen, die Marmorklippen etwa von 1939 bis 1942 in sechs Auflagen. Ab 1942 wurde ihm nach einer Intervention Goebbels’ das Papier zum Druck verweigert. Michael Ansel argumentiert, dass es Jünger durch seine Akzeptanz möglich gewesen sei, sich wie mit der ausgeschlagenen Akademieberufung provokant zu distanzieren, zumal er nicht öffentlich gegenüber den neuen Machthabern Stellung bezogen hatte. Im Gegensatz etwa zu Gottfried Benn habe Jünger von seinem politischen Kapital als Visionär eines starken nationalistischen Deutschland und von der Interpretation des Arbeiters als faschistoide Programmschrift profitiert. Da sich Jünger aber nicht als kulturpolitischer Repräsentant des Nationalsozialismus vereinnahmen ließ, hätten die Jünger-Gegner innerhalb des NS-Regimes schließlich die Oberhand gewonnen, ihn jedoch nicht offiziell geächtet, sondern seine Publikationen mit dem Argument der Papierknappheit unterbunden.
Ernst Niekisch gab nach dem Krieg an, Jünger habe 1936 und zuletzt Anfang Februar 1937 seine Goslarer Wohnung für konspirative Treffen des Widerstandskreises um Niekisch zur Verfügung gestellt. Allerdings war Jünger am 18. Oktober 1936 auf eine Reise nach Südamerika gegangen, von der er nicht mehr nach Goslar zurückkehrte. Nach seiner Rückkehr am 15. Dezember 1936 zog er gleich nach Überlingen am Bodensee in das Haus, das seine Frau Gretha in der Zwischenzeit angemietet hatte. Nach Niekischs Verhaftung im März 1937 wurden die Gebrüder Jünger von der Gestapo verhört und verbrannten ihre Korrespondenz mit Niekisch. Ohne großen Erfolg bemühten sie sich, Niekisch und seiner Frau mögliche Unterstützung zukommen zu lassen.

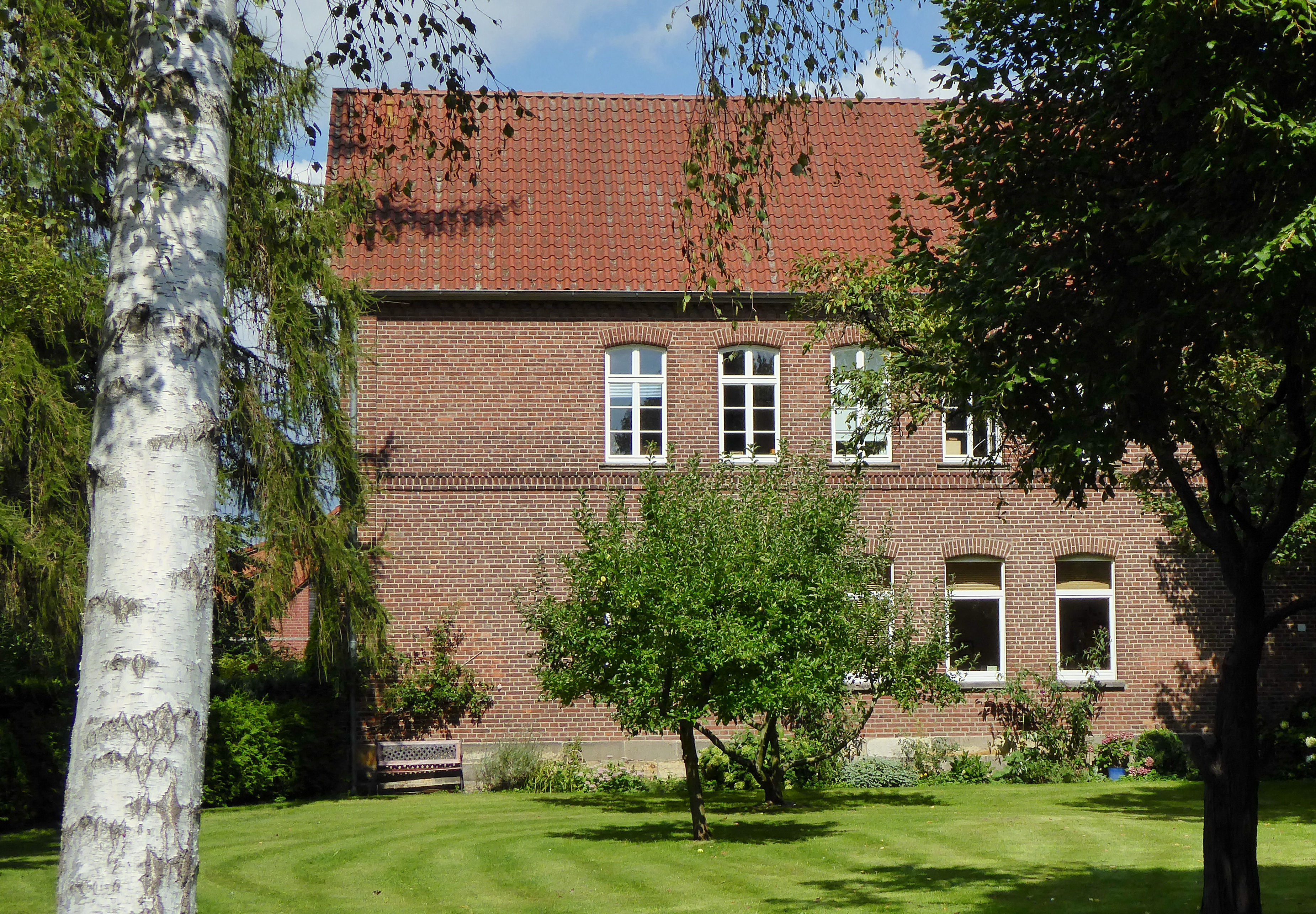
Wohnsitz im Pfarrhaus Steller Straße 15 in Kirchhorst ab 1939

Während der Zeit in Überlingen unternahm Jünger drei bis vier bemerkenswerte Reisen. Er besuchte Alfred Kubin in Zwickledt, hielt sich sechs Wochen auf Rhodos auf und traf in Paris Joseph Breitbach. Durch dessen Vermittlung lernte Jünger Julien Green, André Gide und Jean Schlumberger kennen. In dieser Zeit stießen auch Gerhard Nebel und Stefan Andres zu Jüngers Bekanntenkreis. Ab 1939 lebte Jünger in Kirchhorst nahe Hannover. Im selben Jahr erschien seine Erzählung Auf den Marmorklippen, die oft als verdeckte Kritik an der Gewaltherrschaft Hitlers interpretiert wird. Jünger selbst wehrte sich jedoch zeitlebens gegen die Interpretation der Marmorklippen als Widerstandsbuch gegen den Nationalsozialismus. Kiesel liest die Marmorklippen als respektables Zeugnis der Distanzierung, das der Idee eines Attentats allerdings eine „klare Absage“ erteilte. Den Umzug nach Kirchhorst deutet er als kluge Strategie, „für den Fall der Mobilmachung im Einzugsbereich seiner alten Einheit“ zu sein.

#### Besatzungsoffizier in Paris

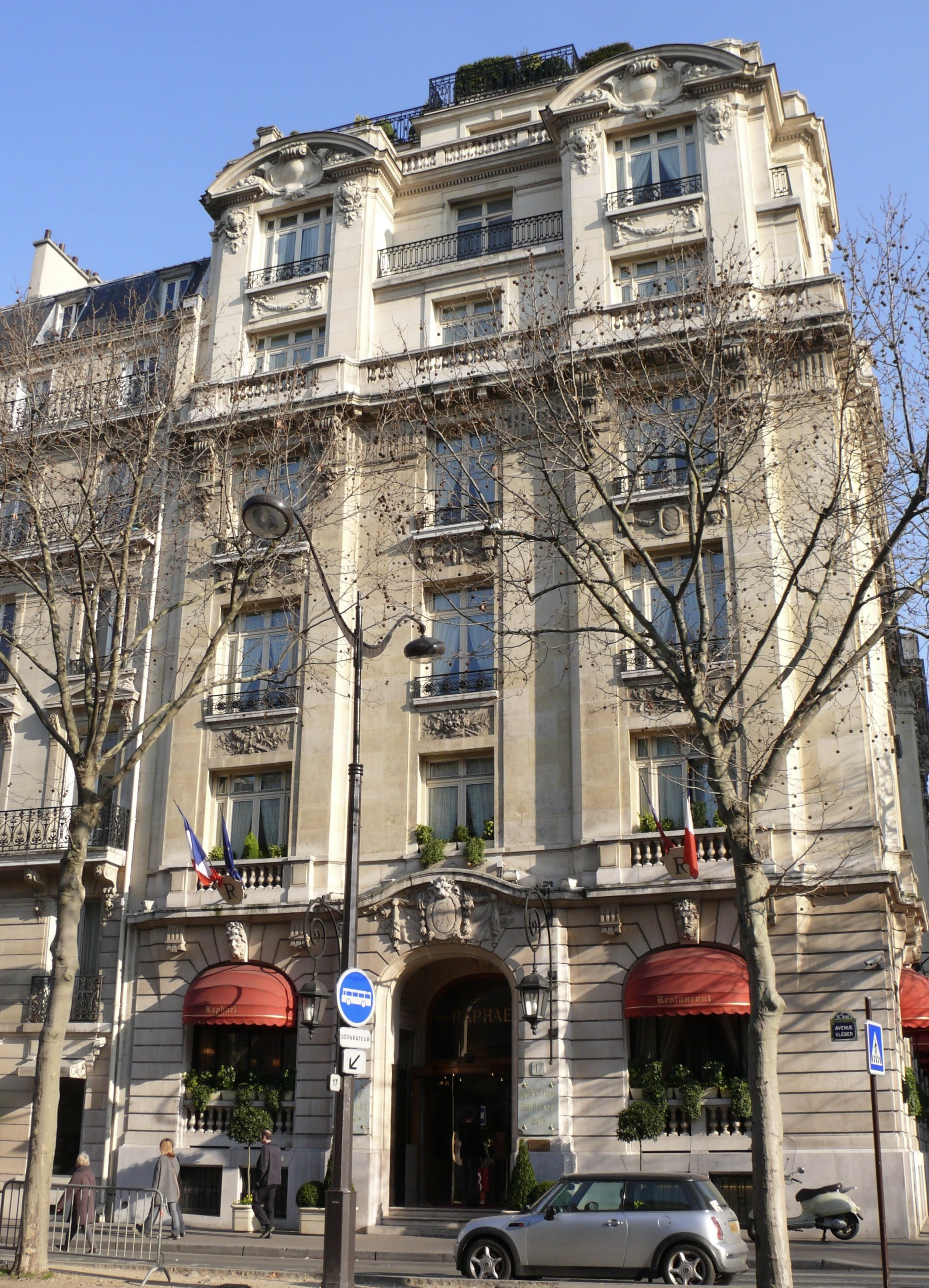
Das Hôtel Raphael in Paris, in dem Jünger ab Juni 1941 wohnte

Kurz vor Beginn des Zweiten Weltkriegs wurde Jünger zur Wehrmacht eingezogen und im August 1939 zum Hauptmann befördert. Vom November 1939 bis Ende April 1940 tat er als Kompaniechef am Westwall in der Nähe von Greffern und Iffezheim gegenüber der Maginot-Linie Dienst. In dieser Zeit erhielt er für die Bergung eines Verwundeten die Spange zum Eisernen Kreuz II. Klasse. 1941 wurde seine Einheit nach Paris verlegt. Im Sommer des Jahres kam Jünger gegen den Widerstand von Wilhelm Keitel in den Stab des Militärbefehlshabers von Frankreich (MBF) unter Otto von Stülpnagel, später Chef des Generalstabes der Heeresgruppe B, wo er unter anderem für die Briefzensur in der Ic-Abteilung für Feindaufklärung und Abwehr zuständig war. Der Stab befand sich zu der Zeit im Pariser Hôtel Majestic in der Avenue Kléber in Sichtweite des Arc de Triomphe. Dort hatte Jünger bis zum Sommer 1944 sein Büro und wohnte daneben im Luxushotel „Raphael“. Als Zeitdokument einer deutschen Sicht des Zweiten Weltkrieges entstanden die Pariser Tagebücher, die 1949 in das Buch Strahlungen Eingang fanden, nachdem das Tagebuch vom Frankreichfeldzug schon 1942 unter dem Titel Gärten und Straßen erschienen war.
Einer beobachtungsreichen Studie von Rainer Gruenter zufolge, so Helmuth Kiesel, habe sich Jünger in seiner Pariser Zeit oft wie ein Dandy benommen. Eine Affinität Jüngers zu diesem Sozialtypus, so Kiesel weiter, könne man durchaus behaupten, aber ihn darauf zu reduzieren hieße zu übersehen, dass er „im Bauche des Leviathans“ die Erfahrungen im Bewusstsein, „von Leidenden umgeben“ zu sein, aufsog und sammelte. Die ausführlichen Schilderungen seiner Lektüre und seiner Streifzüge durch die Pariser Antiquariate, seiner Teestunden bei der Damenwelt und seiner Abende in den Salons der Kollaborationskultur sind nach dem Krieg vielfach kritisiert worden. Man lebte gut, mit Champagner und Austern. Er befand sich in unmittelbarer Nähe der Macht, wie Jörg Magenau betont, aber er tat so, als gehöre er selbst gar nicht dazu. Zu seiner Pariser Zeit zählt auch eine Affäre mit der „Halbjüdin“ Sophie Ravoux, eine Episode, deren Stellenwert laut Kiesel schwer zu rekonstruieren ist, weil immer noch Teile des Briefwechsels gesperrt sind.
Jünger war auch in die Differenzen zwischen Partei und Wehrmacht in der sogenannten Geiselfrage involviert. Es ging darum, ob es ratsam sei, nach Anschlägen der Résistance Geiseln zu erschießen. In dieser Frage ging es, so Magenau, fernab jeglicher Moral um ein Ringen um die Anzahl der Erschießungen, nicht jedoch um einen Streit ums Prinzip. Am 29. Mai 1941 wohnte Jünger der Hinrichtung eines deutschen Deserteurs bei. Daniel Morat verglich diese Passage der Strahlungen mit Jüngers Originaltagebüchern und urteilte, dass er seine eigene Funktion als leitender Offizier dieser Erschießung in der Veröffentlichung weitgehend ausblendete und sich zum rein von „höherer Neugier“ angetriebenen Beobachter stilisierte. Jüngers Biograph Kiesel verteidigte Jünger vor den Vorwürfen des Ästhetizismus und Amoralismus, denn Jünger habe insbesondere unter den Geiselerschießungen gelitten. In Jüngers Nachlass fanden sich übersetzte Abschiedsbriefe von Geiseln, die anlässlich des Attentats von Nantes im Oktober 1941 zum Tode verurteilt worden waren.
Jünger hatte in seiner Pariser Zeit verschiedene französische Schriftsteller wie etwa Jean Cocteau, Henry de Montherlant, Jean Paulhan und Louis-Ferdinand Céline getroffen, auf den er neugierig gewesen sei. Am Nachmittag des 7. Dezember 1941 im Deutschen Institut traf er auf Céline, der ihn mit wüsten antisemitischen Reden in Erstaunen versetzte. Jünger tat in seinem Tagebuch seine Abscheu vor „solchen Menschen“ kund. 1994 bestätigte Jünger in einem vom Spiegel veröffentlichten Brief an Helmut Krausser, dass die unangenehme Figur „Merline“ in seinen Strahlungen identisch mit Céline sei, dass er den Namen jedoch geändert habe, um ihn nicht zu beleidigen. Darüber hinaus verrät er, dass Banine, die Céline verabscheute, in der französischen Übersetzung seinen richtigen Namen anstelle seines Pseudonyms verwenden wollte, was zu einer Verleumdungsklage gegen Jünger führte. Um Banine, mit der er auch befreundet war, zu entlasten, sagte Jünger bei der Befragung in Ravensburg, dass es sich um einen einfachen Druckfehler gehandelt habe.
1942 begannen die Arbeiten an dem Traktat Der Friede, der als Appell an die Jugend Europas gedacht war und Forderungen nach Sühnung der Verbrechen und Überwindung des Nationalstaats enthielt. Damals gehörte Jünger zur Stabsabteilung des Militärbefehlshabers in Frankreich, des Generals der Infanterie und späteren Widerstandskämpfers Carl-Heinrich von Stülpnagel. Stülpnagel schickte Jünger als Hauptmann am 21. November 1942 in den Kaukasus. Dort setzte Jünger sein Tagebuchwerk unter dem Titel Kaukasische Aufzeichnungen fort, die ebenfalls in die Strahlungen aufgenommen wurden. Im Kaukasus wurde er Zeuge von Mordaktionen durch dortige Einsatzgruppen. Zwar schrieb Jünger: „Ein Ekel ergreift mich dann vor den Uniformen, den Schulterstücken, den Orden, dem Wein, den Waffen, deren Glanz ich so geliebt.“ Laut Morat wandte er aber eine geschichtsphilosophische Verallgemeinerung auf die Verbrechen an. Seine Deutungsmuster erlaubten es ihm, das angeekelte Wegsehen als höhere Schau der geschichtsphilosophischen Zusammenhänge auszugeben. Der Kaukasus wurde so zum Desaster des Wahrnehmungsprogramms, das er unter anderem im Arbeiter entwickelt hatte. Am 9. Januar 1943 kehrte er nach Paris zurück.

#### Kontakte zum Widerstand der Wehrmacht
Gemäß Daniel Morat hatte Jünger in Paris unmittelbaren Kontakt zu Widerstandskreisen innerhalb der Wehrmacht und war zum Teil auch an deren taktischen Überlegungen beteiligt. Nach dem Scheitern des Unternehmens Walküre notierte Jünger in seinem Zweiten Pariser Tagebuch kommentarlos eine in einem Gespräch mit ihm geäußerte Aussage von Max Hattingen, Hauptmann im Pariser Generalstab, der das Geschehen mit den Worten zusammenfasste: „Die Riesenschlange im Sack gehabt und wieder herausgelassen“. Hattingen bezeichnete damit den Tatbestand, dass es Stülpnagel zunächst gelungen war, in Paris die wichtigsten Funktionäre und Führer der SS, des SD und der Gestapo festnehmen zu lassen, um sie dann wieder in Freiheit zu setzen, nachdem das Scheitern des Attentats feststand.

#### Heimkehr und Schicksal des Sohns
Nach der Befreiung von Paris verließ Jünger mit den abziehenden deutschen Truppen die französische Hauptstadt und kehrte nach Deutschland zurück, wo er im September 1944 im Alter von 49 Jahren als Hauptmann aufgrund seiner Kontakte zum Widerstand als „wehrunwürdig“ aus der Wehrmacht entlassen wurde. Er zog sich nach Kirchhorst zurück, wo er gegen Kriegsende als Volkssturmkommandant befahl, keinen Widerstand gegen die anrückenden alliierten Truppen zu leisten.
Jüngers Sohn Ernst, Ernstel genannt, wurde 1944 im Alter von 17 Jahren zusammen mit seinem besten Freund Wolf Jobst Siedler in dem Internat Hermann-Lietz-Schule Spiekeroog verhaftet, in dem sie zur Schule gingen. Die Schüler waren dort auch als Marinehelfer tätig. Ein Mitschüler hatte sie bei einer vorgesetzten Dienststelle mit der Meldung denunziert, sie hätten während des Dienstes für die Marine „fortwährend regimekritische und defätistische“ Bemerkungen gemacht. Ernstel habe sogar u. a. gesagt, „Hitler müsse ‚gehängt‘ werden“. Jünger und Siedler wurden als Wortführer wegen „Rundfunkverbrechens“ und „Wehrkraftzersetzung“ zu fünf bzw. neun Monaten Gefängnis verurteilt. Jünger und seine Frau versuchten durch Intervention beim Wilhelmshavener Marinestab zu verhindern, dass die Angelegenheit noch vor den Volksgerichtshof gebracht werden würde. Ende April wurde Ernstel auf Bewährung entlassen. Er meldete sich freiwillig bei den Panzergrenadieren einer SS-Einheit, um einer Verhaftung durch die Gestapo zu entgehen. Am 29. November 1944 fiel er in Italien in der Nähe von Carrara, was seinen Eltern erst im Januar 1945 mitgeteilt wurde. Ernst Jünger und seine Frau hatten noch lange immer wieder Zweifel, ob ihr Sohn nicht in Wirklichkeit „liquidiert“ worden sei.

### Nachkriegszeit

#### Publikationsverbot

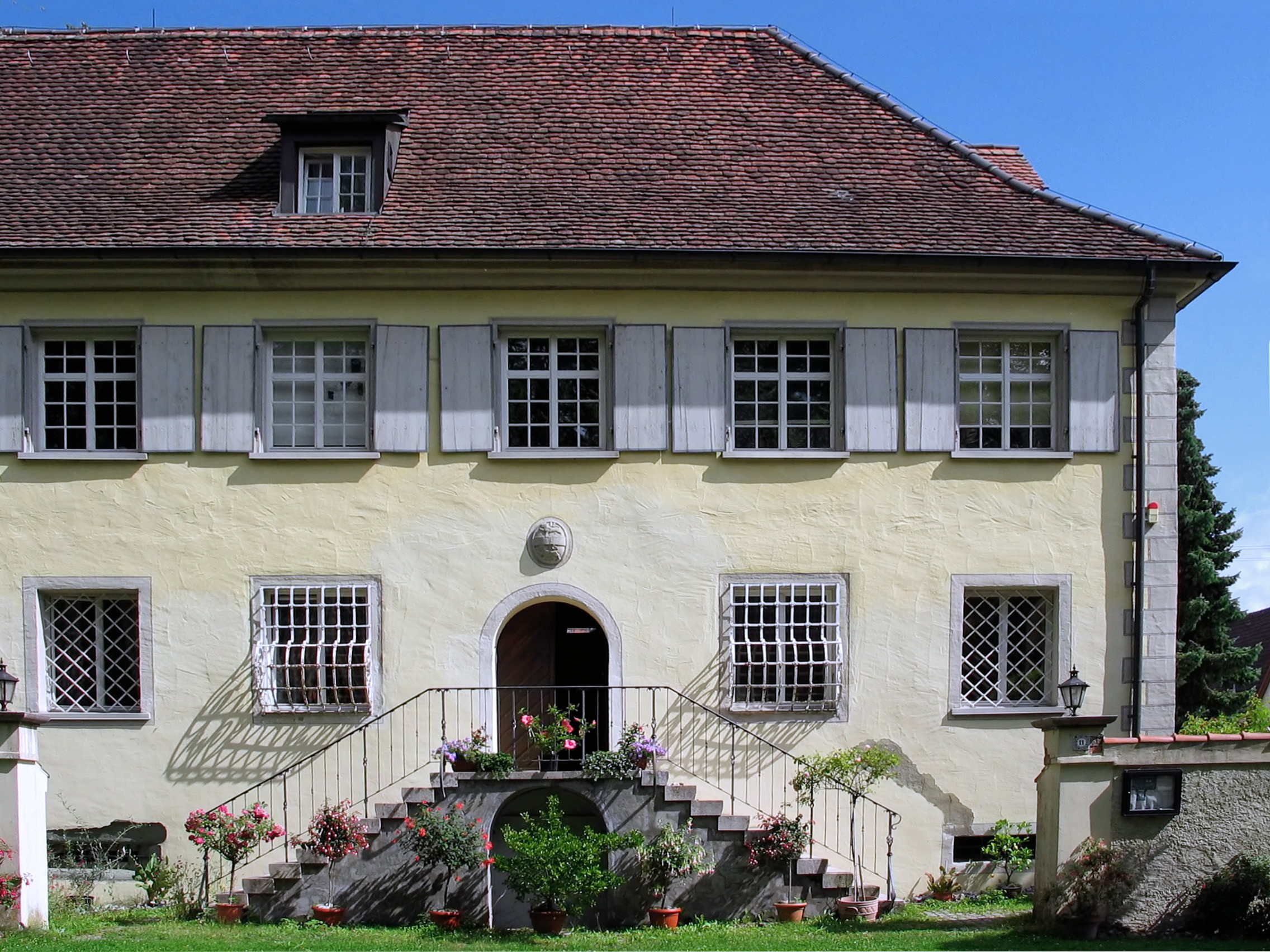
Das Jünger-Haus in Wilflingen

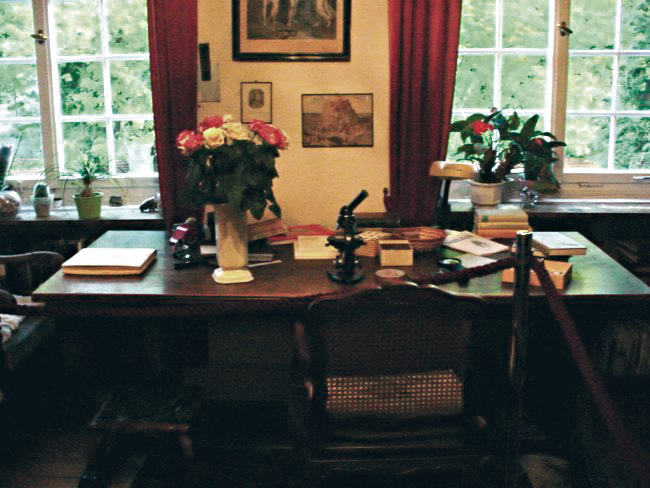
Ernst Jüngers Schreibtisch in Wilflingen

Nach dem Krieg weigerte sich Jünger, den Fragebogen der Alliierten für die sogenannte Entnazifizierung auszufüllen, und erhielt daraufhin in der britischen Besatzungszone bis 1949 Publikationsverbot. Sein Bruder Friedrich Georg Jünger hierzu: „Dass er als ‚belastet‘ galt und als Wegbereiter des Nationalsozialismus mit einem Publikationsverbot belegt wurde, nahm Ernst hin und wollte sich einreden, auch darin eine Auszeichnung zu sehen.“ Laut seinem Bruder wartete er sehnlichst darauf, dass die „Friedensschrift“ in Deutschland erscheinen könne, von der ab 1946 eine in Amsterdam gedruckte Ausgabe zirkulierte. Im Anschluss an eine Geburtstagsfeier seines Bruders in Überlingen reiste er zusammen mit Vittorio Klostermann nach Freiburg, wo er erstmals mit Martin Heidegger zusammentraf. Diese Begegnung scheint laut Daniel Morat so nachhaltig gewesen zu sein, dass Jünger im Dezember 1948 nach Ravensburg in die französische Besatzungszone übersiedelte. Im Sommer 1950 erfolgte auf persönliche Einladung von Friedrich von Stauffenberg der Umzug nach Wilflingen. Dort wohnte Jünger zunächst im Schloss, ab Frühjahr 1951 bis zu seinem Tode in dem 1727 vom Fürstbischof von Konstanz und Augsburg Johann Franz Schenk Freiherr von Stauffenberg erbauten Forsthaus der ehemaligen Oberförsterei der Schenken von Stauffenberg.
Auf den Journalisten Armin Mohler wurde Jünger aufmerksam, als dieser 1946 einen ihn lobenden Artikel in der Weltwoche veröffentlichte. Daraus entwickelte sich ein persönlicher Kontakt, der dazu führte, dass Jünger ihm anbot, sein Sekretär zu werden. Von 1949 bis 1953 war Mohler Privatsekretär von Jünger. 1949 lernte Jünger den LSD-Entdecker Albert Hofmann kennen. Gemeinsam experimentierten beide mit der Droge. Jünger schrieb anschließend ein Buch über seine Erfahrungen mit LSD (Besuch auf Godenholm).

#### Spätwerk
Nach der Aufhebung des Publikationsverbots 1949 erschienen die Strahlungen, die in Deutschland Bestseller des Jahres wurden. In wenigen Wochen waren 20.000 Exemplare des Tagebuchs verkauft. Als zweites Werk erschien im Herbst 1949 der Roman Heliopolis, an dem Jünger von Januar 1947 bis März 1949 gearbeitet hatte. Kiesel würdigte Heliopolis als „unzeitgemäßen“ und „großartigen Roman“. Laut Reinhard Mehrling wertete Kiesel das Spätwerk Jüngers nicht, wie etwa Peter Koslowski, als große Geschichtsphilosophie gegenüber dem Frühwerk.
1951 entstand Jüngers Essay Der Waldgang, eine Art Widerstandsfibel gegen Totalitarismus und Anpassung. Laut einem russischen Lesebuch für Deutschstudierende sei Fortsetzung und Abschluss dieser Thematik in dem 1977 erschienenen Roman Eumeswil zu sehen. Gemäß Bernd A. Laska entwickelte er darin die Gestalt des Waldgängers zu der des Anarchen weiter, wobei Jünger sich hauptsächlich auf Max Stirner und dessen 1844 erschienenes Buch Der Einzige und sein Eigentum bezogen habe.
Von 1959 bis 1971 war Jünger gemeinsam mit Mircea Eliade Herausgeber der im Ernst Klett Verlag erschienenen Kulturzeitschrift Antaios.

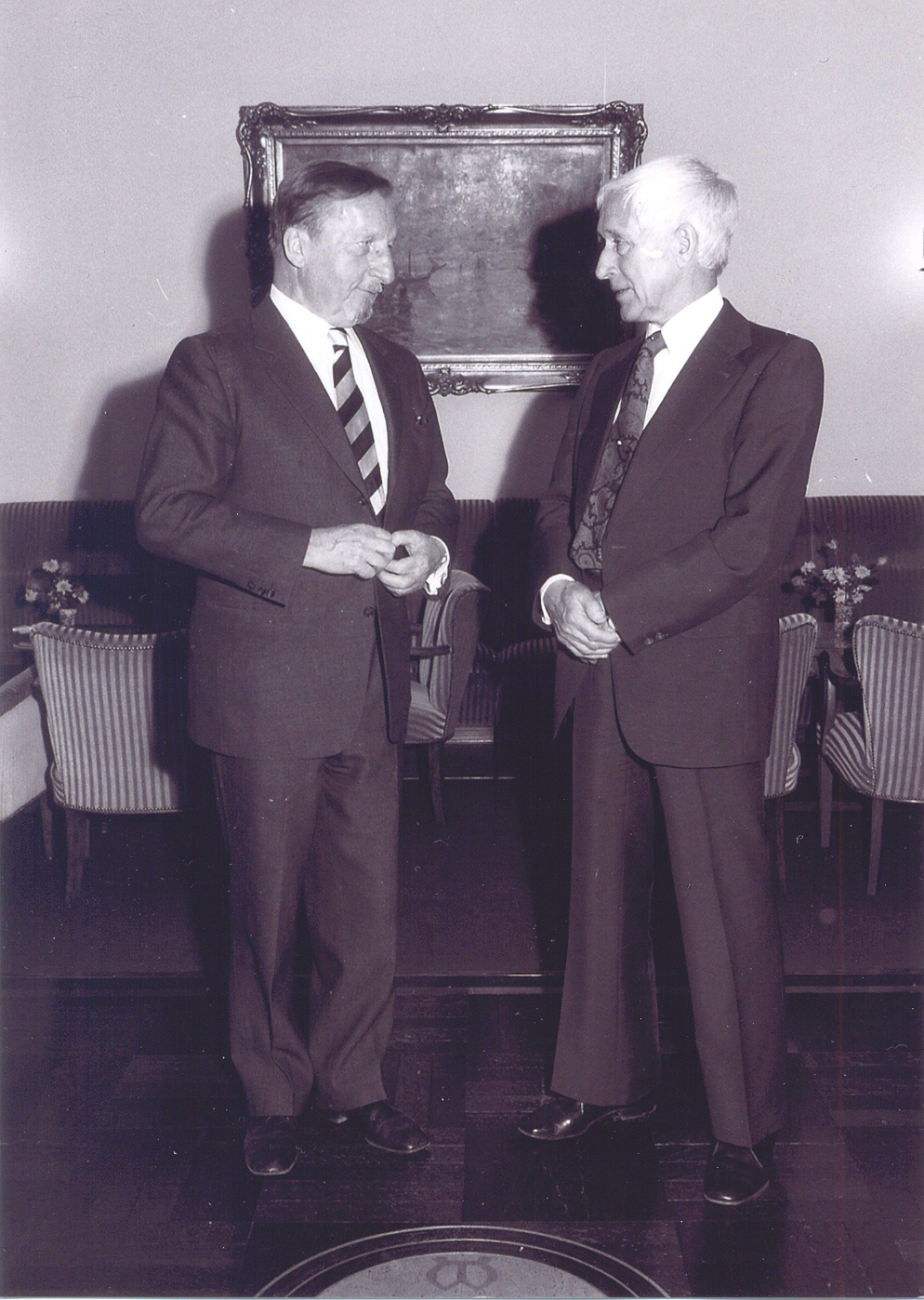
Ernst Jünger 1984 mit dem Verleger Ernst Klett

Nach dem Tod seiner ersten Frau Gretha (1960) heiratete Jünger 1962 die promovierte Germanistin Liselotte Lohrer (1917–2010), die unter anderem das Cotta-Archiv im Deutschen Literaturarchiv aufbaute und betreute. In seinen Schriften bezeichnet Jünger sie gewöhnlich mit ihrem Kosenamen als „das Stierlein“. Sie war auch an der Edition der Werke ihres Mannes bei Klett-Cotta beteiligt. Am 20. Juli 1977 starb Jüngers Bruder Friedrich Georg.

#### Goethepreis-Verleihung
Am 17. Mai 1982 entschied das Kuratorium des Frankfurter Goethepreises, Ernst Jünger auszuzeichnen. Vorgeschlagen wurde er vom Kuratoriumsmitglied Rudolf Hirsch, einem jüdischen Schriftsteller, der 1933 aus Deutschland emigriert war.
Gegen diese Entscheidung erhob als einer der Ersten der CDU-Landtagsabgeordnete Horst Geipel in der FAZ Vorwürfe, die aber in eine ganz andere Richtung gingen als die späteren. Für eine solche Ehrung komme Jünger nicht in Frage, da er mit seinem Drogenbuch den „Fixern“ und „Haschern“ das Wort geredet habe. Auch die Opposition im Frankfurter Stadtparlament, bestehend aus SPD und Grünen, protestierte dagegen. Die Grünen: „Uns ist es relativ gleichgültig, ob Ernst Jünger ein guter oder schlechter Schriftsteller ist. Er war unbestritten ein ideologischer Wegbereiter des Faschismus und ein Träger des Nationalsozialismus von Kopf bis Fuß. Ein Kriegsverherrlicher und erklärter Feind der Demokratie. Er war und ist ein durch und durch unmoralischer Mensch.“ Die SPD stellte sich ebenfalls gegen die Verleihung. Jünger sei „geradezu präfaschistisch“ und passe nicht zur „humanistischen Tradition“ des Goethepreises.
Zur Verleihung am 28. August 1982 in der Frankfurter Paulskirche, dem Symbolort deutscher Demokratie, zeigte die Polizei starke Präsenz. In der Paulskirche selbst fehlte fast die gesamte politische Prominenz. Jünger musste durch ein Spalier protestierender Gegner schreiten. Auf Spruchbändern und Flugblättern wurden ihm Sätze aus Frühwerken entgegengehalten, wie etwa: „Ich hasse die Demokratie wie die Pest.“ In seiner Rede anlässlich der Preisverleihung zeigte er sich verständnislos gegenüber der Kritik.

#### Spätere Jahre und Tod
Ernst Jünger reiste und schrieb bis kurz vor seinem Tod. Einige Reisen zwischen 1929 und 1964 wurden in Jüngers elf Reisetagebüchern literarisch festgehalten. Die Kriminalgeschichte Eine gefährliche Begegnung erschien 1985. 1986 reiste er nach Kuala Lumpur, um zum zweiten Mal in seinem Leben den Halleyschen Kometen zu sehen. Darüber berichtet er im Tagebuch Zwei Mal Halley, das zugleich einen Teil seines diaristischen Hauptwerks Siebzig verweht bildet. Jünger begann dieses Alterstagebuch nach seinem 70. Geburtstag (1965) und führte es bis zum Frühjahr 1996 fort. Von 1950 bis 1998 lebte er in Wilflingen, einem Ortsteil von Langenenslingen in Württemberg.

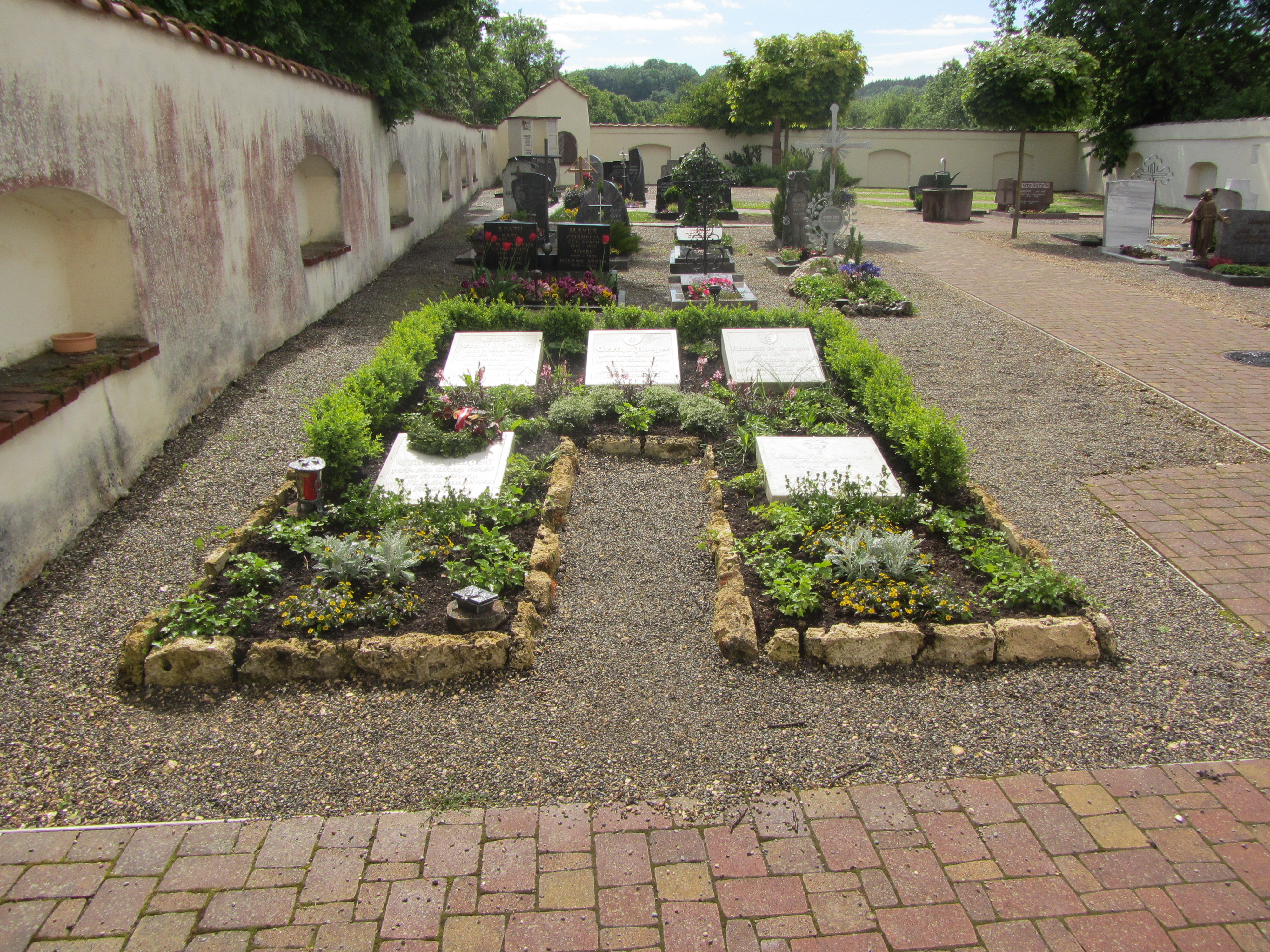
Jüngers Grab in Wilflingen

1991 erlitt Jüngers Sohn Alexander einen schweren Schlaganfall, in dessen Folge er halbgelähmt blieb und sich zwei Jahre später das Leben nahm.
Am 20. Juli 1993 besuchten der damalige französische Staatspräsident François Mitterrand und der damalige deutsche Bundeskanzler Helmut Kohl Jünger im Stauffenbergschen Forsthaus in Wilflingen. Am 26. September 1996 konvertierte Jünger zum römisch-katholischen Glauben. Erst nachdem er 1998 im Alter von 102 Jahren im Krankenhaus von Riedlingen gestorben war, wurde seine Konversion bekannt. An der Beerdigung Jüngers nahmen 2.000 Menschen teil, darunter Erwin Teufel, Ministerpräsident von Baden-Württemberg, ein Vertreter der Bundesregierung in Bonn und fünf Generäle der Bundeswehr.
In Gedenken an Ernst Jünger fertigte der Aachener Bildhauer Wolf Ritz eine Büste an, die anfangs in Wilflingen aufgestellt wurde, aber mittlerweile vom Deutschen Literaturarchiv Marbach übernommen wurde.

## Rezeption
Verschiedene Autoren, wie der Jünger-Biograph Helmuth Kiesel oder der Politikwissenschaftler Sven-Olaf Berggötz, beschreiben Ernst Jünger als den „umstrittensten deutschen Schriftsteller des 20. Jahrhunderts“. Zeitgenossen warfen ihm bereits während der Zeit des Nationalsozialismus vor, als intellektueller Wegbereiter des Nationalsozialismus gewirkt zu haben. Das setzte sich in der Nachkriegszeit fort, bis ab Ende der 1970er Jahre, bedingt durch die Arbeiten von Karl Heinz Bohrer, seine Schriften auch aufgrund ihrer ästhetischen Qualität betrachtet wurden.

### Verhältnis zum Nationalsozialismus
Gemäß Armin Kerker galt Ernst Jünger vielen seiner Zeitgenossen der 1920er und 1930er Jahre als „radikalisierter“, ansonsten als nationalsozialistischer oder „dem Nationalsozialismus gleichgestimmter“ Schriftsteller. So rechnete ihn Ernst Günther Gründel 1932 zum „orthodoxen Flügel der NSDAP“ und hielt ihn gemeinsam mit Niekisch, Schauwecker, Albrecht Erich Günther und Gregor Strasser für einen „Nationalkommunisten“. Ernst Niekisch warf ihm nach dem Krieg 1958 vor, in die „Innerlichkeit“ ausgewichen zu sein, als es um die Frage der Zugehörigkeit zur „bolschewistischen oder faschistischen Front“ gegangen sei. Arnolt Bronnen, so Kerker, der in dieser Frage auf der faschistischen Seite stand und gegen die Opposition des Jünger-Kreises gegen das Regime war, gab zu bedenken, der „Katechismus“ dieses Kreises habe „in einer an Nietzsche und George geschulten Form bereits die ganze Ideologie des Nationalsozialismus von Hitler bis Goebbels und Rosenberg“ enthalten. Bronnen gab nach dem Krieg zu, seine Verehrung für Jünger sei der Grund für seine Hinwendung zur kommenden nationalsozialistischen Bewegung gewesen.
In einer germanistischen Nachkriegsdebatte über Jüngers Der Arbeiter wurde dem Buch „eine starke Affinität zum Faschismus und Nationalsozialismus“ attestiert. Die Etikettierungen lauteten etwa „faschistisches Modernitätskonzept“ (Uwe-K. Ketelsen) oder „Verfassung des Nationalsozialismus“ (Fritz J. Raddatz). Jüngers Biograf Helmuth Kiesel bestritt nicht das totalitäre Konzept von Der Arbeiter, aus dem sich die Nationalsozialisten bedienen konnten. Jünger selbst räumte in seinen rückblickenden Ausführungen über Hitler ein, dass dieser „‚vermutlich über Dritte einige Formulierungen‘ aus dem Arbeiter und der Totalen Mobilmachung in ‚den Schatz seiner Schlagworte‘ übernommen habe“. Gleichzeitig wies Jünger auch darauf hin, dass im Völkischen Beobachter eine unfreundliche Besprechung erschienen sei. Für Kiesel stellte diese Buchbesprechung von Thilo von Trotha im Völkischen Beobachter vom 22. Oktober 1932 eine „schroffe Ablehnung“ aufgrund „ideologischen Differenzen“ dar. Er übernahm nicht die Jahre zuvor geäußerte Auffassung von Rolf-R. Henrich, dass Der Arbeiter für die Nationalsozialisten allein deshalb ein skandalöses Buch gewesen sei, weil Jünger darin „die Grundfrage alles Daseins […], das Problem von Blut und Boden“ negiert habe. Ernst Jünger, so drohte von Trotha in dieser Rezension, nähere sich mit seinem literarischen Schaffen damit der „Zone der Kopfschüsse“. Zu dieser Episode gab Kiesel als weitere ideologische Differenz zu von Trotha an, dass Jünger keinen biologischen Rassebegriff habe.
Bereits während der nationalsozialistischen Diktatur sahen 1934 Golo Mann, 1938 Siegfried Marck und Hermann Rauschning und 1941 Karl Löwith in Jünger einen Wegbereiter der deutschen Katastrophe. Im Volksbrockhaus 1941 ist zu lesen: „Jünger, Ernst, pol. Schriftsteller und Dichter, geb. 1895, stellte in seinen Werken, bes. seinen Kriegsbüchern (‚In Stahlgewittern‘), den nationalistischen und heldischen Gedanken dem bürgerlichen Geist entgegen“.
Die Rezeption Jüngers nach dem Zweiten Weltkrieg ist durch die Tatsache geprägt, dass er für viele als geistiger Wegbereiter des NS-Faschismus und so als desavouiert galt. Nach dem Krieg wurden zahlreiche Bücher Jüngers indiziert, so dass seine schriftstellerische Existenz auf dem Spiel stand. Da er selbst nicht schreiben durfte, bestand seine Strategie zur Umgehung alliierter Indizierung darin, zu indirekten Formen der Selbstverteidigung überzugehen, auch als Verteidigung gegen die in der literarischen Öffentlichkeit mehrheitlich vertretene Auffassung, ein „Wegbereiter des Faschismus“ gewesen zu sein. Dafür nutzte er zunächst das Mittel der Korrespondenz, um in einer „nicht-öffentlichen Form der Netzwerkbildung“ eine „klandestine Gegenöffentlichkeit“ in eigener Sache zu organisieren. Hinzu kamen gezielte Reisen und eine „publikationstechnische Umgehungsstrategie“ über das Ausland, die er mit Hilfe seiner Reiseberichte realisierte. Diese Reisen und die Reiseberichteditionen der Nachkriegszeit, so Jan Robert Weber, wurden zu einem wichtigen Teil von Jüngers Krisenbewältigungsstrategie der Jahre 1945 bis 1949.
Die Debatten um den Stellenwert Jüngers wurden öffentlich geführt, so beispielsweise in einer Radiosendung „Am Runden Tisch“ des Nordwestdeutschen Rundfunks im September 1946, wo die Diskussionsteilnehmer Axel Eggebrecht, Walther von Hollander, Herbert Blank und Peter von Zahn in zwei Punkten Konsens zeigten: dass Jünger grundsätzlich kein Kriegsgegner gewesen sei, da er den Krieg vielmehr bejaht und gefördert habe, und dass man den Schriftsteller nicht verbieten sollte. Ansonsten gingen die Beurteilungen weit auseinander. Eggebrecht erklärte Jünger zu einem Wegbereiter des Nationalsozialismus; bis zu einem gewissen Zeitpunkt sei er dies möglicherweise sogar bewusst gewesen, aus einer „ästhetische[n] Freude an den gewaltsamen Kräften der Zerstörung“. Er sah in dem Schriftsteller einen „unbewußten Vor-Nazi“, von „einer inneren Wandlung könne nicht die Rede sein“. Hollander, Blank und Zahn hielten Jünger hingegen nicht für einen Anhänger der nationalsozialistischen Politik, wobei Hollander und Blank ihn sogar als einen „Gegner des Nationalsozialismus“ bezeichneten. Diese Sendung war nicht die einzige. So strahlte das WDR-Nachtprogramm 1948 eine Sendung über Jüngers Friedensschrift aus, mit Beiträgen von Frank Thiess, Manfred Michler und Gottfried Stein. Für Stein stellte Jünger sich „jederzeit in Wort und Haltung gegen den Hitlerismus“. Jünger habe als einziger Kriegsbuchautor den Sinn des Krieges „ergründen und dienen“ wollen. Auch für Michler war er ein Gegner Hitlers. Nach dem fehlgeschlagenen Hitler-Attentat entging Jünger, behauptete Michler, „wie durch ein Wunder der Verhaftung, er wird jedoch aus dem Wehrdienst entlassen“. Jünger habe aber dem Krieg, so Thiess, „einen bestimmten Sinn innegelegt“. In einer anderen Debatte nahm Heinz-Joachim Heydorn eine „vermittelnde Stellung“ ein: Auch er sah in Jünger einen – wenn auch im Wesentlichen unbewussten – Vorläufer des Nationalsozialismus, auch er glaubte nicht an seine innere Wendung, lehnte die Friedensschrift ab, erwartete „aber doch noch wichtige Arbeiten für die Zukunft von Jünger“.
In einer Untersuchung zur Autobiographik in den ehemaligen Westzonen stellte Helmut Peitsch fest, dass 1946 in nahezu allen kulturpolitischen Zeitschriften Beiträge zum Fall Jünger veröffentlicht wurden. Peitsch unterschied grob zwei Tendenzen: zum einen Zeitschriften wie das „liberale Exil und kommunistische Widerstandskämpfer“, die Jünger als Wegbereiter des Faschismus kritisierten, zum anderen alle anderen Zeitschriften, die eine auf Jünger gerichtete, von Peitsch nicht näher erläuterte „Hoffnung“ artikulierten. Auf Vorwürfe, die ihm eine Mitschuld an den Verbrechen des „Dritten Reiches“ gaben, reagierte Jünger 1949 in seiner Publikation Strahlungen mit der Feststellung: „Nach dem Erdbeben schlägt man auf die Seismographen ein. Man kann jedoch die Barometer nicht für die Taifune büßen lassen, wenn man nicht zu den Primitiven zählen will.“
In der Sowjetischen Besatzungszone wurde ebenfalls eine Debatte um den Stellenwert Jüngers geführt. Wohlwollende Stimmen waren in der Minderheit. Im Mai 1946 etwa engagierte sich Karl Korn nach polemischen Vorwürfen von Wolfgang Harich während einer öffentlichen (und von Niekisch moderierten) Diskussion vehement „mit einer lebhaften Apologie“ für Jünger. In Jünger könne man eine exemplarische „Gestalt des Übergangs“ erblicken, dessen „authentischen Rufen“ nach dem „verlorenen Heil“ eine sittliche Selbsterneuerung Deutschlands jenseits der Vorgaben von Ost und West abzugewinnen sei. Für Marcus M. Payk war Korns Apologetik „eminenter intellektueller Resonanzboden“, welche den Selbststilisierungen rechtsintellektueller Zirkel in der Nachkriegszeit in Deutschland folgte, die kaum eine Beteiligung an der Diskreditierung der Weimarer Demokratie zugeben konnten. Korn sekundierte Jüngers Rechtfertigungslehren bereitwillig, weil er sich damit identifizieren konnte.
Die moralische – nicht ästhetische – Problematik von Jüngers Kriegstagebüchern sei, so Martin Konitzer in seiner Jünger-Biografie, von Hannah Arendt am treffendsten beschrieben worden.
Karl Prümm ging 1974 der Frage nach, welche Bedeutung Jünger in der ersten Nachkriegszeit für ein Lesepublikum gehabt haben könnte, das sich nicht in der Presse artikulierte, und zitierte hierfür Hans-Peter Schwarz, der dies in folgenden Stichworten zusammenfasste: „Der politisch-metaphysische Ordnungswille des Konservativen und das Ruhebedürfnis des kultivierten Gebildeten“. Ein weiteres Stichwort, so Prümm, formulierte Wilhelm Grenzmann mit „Überwindung des Nihilismus“. Wichtiger noch sei, so Grenzmann, dass Jünger als „ein Verkünder auch unserer Irrtümer, ja, unserer Verhängnisse“ gelten konnte.
Damit, so urteilte Helmut Peitsch, verkörpere Jünger das, was als Literaturfunktion programmiert wäre: „den von der Katastrophe zur Katharsis bewegten Deutschen“. Diesen in den Literaturverhältnissen liegenden Wirkungsbedingungen habe seine „Selbstinszenierung“ „optimal“ entsprochen.
Für Hans-Peter Schwarz hat Jünger von Beginn seiner publizistischen Wirksamkeit 1925 bis in die dreißiger Jahre hinein „die kriegerische, nationale und sozialistische Diktatur nicht allein prophezeit, sondern auch postuliert“.
Bezogen auf eine Arbeit des Jünger-Kritikers Helmut Kaiser von 1962 bekräftigte Wolfgang Brekle, dass Jünger ein Schrittmacher des Nationalsozialismus insofern gewesen sei, als durch seine Schriften Die totale Mobilmachung (1931), Der Arbeiter (1932) und andere die Entwicklung zur Diktatur „von ihm als metaphysische Richtung seiner Zeit gerechtfertigt“ worden sei. Er habe mit seinen Veröffentlichungen „Wirklichkeit und Ideen der bürgerlichen Demokratie und des Sozialismus attackiert“ und durch die Kriegsbücher „Ideen des Militarismus und Revanchismus verbreitet“. Thomas Manns Urteile, Jünger sei ein „geistiger Wegbereiter und eiskalter Wollüstling der Barbarei“ bzw. „ein Wegbereiter und eiskalter Genüssling des Barbarismus“, fielen in einer privaten Korrespondenz von 1945, von der ein Teil mit der Publikation seiner Briefe 1963 bekannt wurde. Das Verdikt Manns wurde als „autoritativ beglaubigtes Wort ein Topos in der Streitgeschichte der 1960er, 1970er und 1980er Jahre“. Nach Ansicht von Lothar Bluhm war in quellenkritischer Hinsicht die Validität dieses Urteils – und damit auch die Bezugnahme darauf – problematisch, da Manns apodiktische Einschätzung sich nicht auf eigene Jünger-Lektüre, sondern auf Hörensagen und Second-hand-Wissen aus dem Familien- und Freundeskreis gestützt habe.
In den 1970er Jahren kam eine primär ästhetische Jünger-Interpretation auf, die das 1928 veröffentlichte Buch Das abenteuerliche Herz in den Kontext der europäischen Avantgarde und hier insbesondere des Surrealismus rückte. Hierbei wurde die „Literarisierung“ des Autors als Abwendung von der Politik interpretiert. In den anderthalb Jahren, in denen Jünger dieses Buch schrieb, fand der Nationalsozialismus keinerlei Erwähnung in seiner Publizistik.
Die Verleihung des Goethepreises 1982 bot dann den unmittelbaren Anlass sowohl für heftige Kontroversen als auch für einen Aufschwung in der Jünger-Forschung. In Robert Wistrichs Perspektive ließ der „halb romantische, halb technokratische Nationalismus“ Jünger als „einen Protagonisten und intellektuellen Wegbereiter des Nationalsozialismus“ erscheinen. Rolf Hochhuth verteidigte Jünger apologetisch, dass die Handlungsweise eines Menschen nicht ablösbar sei „von der Epoche, die seine Sicht, sein Denken und Tun bestimmte“. Kritik am Parlamentarismus habe Jünger zu Zeiten geübt, als die Weimarer Republik obenauf war, was „moralisch gerechtfertigt, ja notwendig“ gewesen sei. Das Autorenpaar Reimann/Hassel kommentierte diese Aussage folgendermaßen: „Entweder schreibt Hochhuth völlig uninformiert bzw. ignorant, indem er solche Texte nicht zur Kenntnis nehmen möchte, oder er stellt sich selbst, wenn er solche rechtsradikalen Agitationen für ‚moralisch gerechtfertigt‘ und ‚notwendig‘ hält, in den Dunstkreis dessen, was er da verteidigt.“ Peter Longerich bezeichnet die Schriften Die totale Mobilmachung und Der Arbeiter als „wichtige Zeugnisse des Präfaschismus“.
Karlheinz Hasselbach beschrieb 1995 die vorangegangenen Debatten um Jünger. So sei nicht nur der frühe Jünger als Protofaschist abgestempelt und sein Œuvre als „fascist modernism“ (Russell Berman) abgetan worden, sondern auch Thomas Mann im Jubiläumsjahr 1975 wegen seiner „Großbürgerlichkeit“ zum Kryptofaschisten erklärt worden. Dazu gehörte auch die negative Bewertung Jüngers durch die New German Critique 1993. Im Unterschied hierzu meinte im gleichen Jahr Martin Konitzer, dass Jünger „die deutschen Widersprüchlichkeiten dieses Jahrhunderts exemplarisch zu integrieren vermochte“, und führte Belegstellen aus dem Arbeiter auf, die nach seiner Auffassung zeigten, „wie anfällig der Text in der Tat für eine faschistische Leseart ist“. Rudolf Augstein räumte 1993 zwar ein, Jünger sei ebenso wie Carl Schmitt „zweifellos“ ein „Wegbereiter der Diktatur“ gewesen. „Aber wir glauben zu wissen, daß alle geistig hochstehenden Wegbereiter zusammen nicht ausgereicht hätten, Hitler den Weg zu ebnen oder zu versperren.“
In ihrem vielbeachteten Jünger-Brevier schrieb das Autorenpaar Bruno W. Reimann und Renate Hassel zum Thema „Wegbereiter“, auch wenn „kein einzelner Akteur und Autor in einem strikt linearen Sinne verantwortlich“ sei, so hätten „doch alle, welche die nationalen und rechtsradikalen Gebetsmühlen“ gedreht hätten, hierzu beigetragen – wenn auch in unterschiedlichem Ausmaß. Die Art seines Schreibens, wie etwa seine Fähigkeit zu dichten und atmosphärischen Schilderungen, hätten Jünger weit aus der Masse der „bramarbasierenden Schriftsteller des Nationalen heraus[gehoben]“. Seine vehement vorgetragene Ideologie eines „neuen Nationalismus“ sei weder kompliziert noch variationsreich, aber gerade deswegen so wirkungsvoll gewesen.
1995 entflammte in den Feuilletons deutscher Zeitungen die Debatte erneut. Anlass war Jüngers 100. Geburtstag, der von Jüngerianern mit Festschriften zelebriert wurde. Claudia Gerhards fasste hierzu verschiedene Stimmen zusammen, so etwa die von Elke Schmitter, die in dem „Tyrannosaurus Jünger“ das Abbild eines „faschistischen“ „Chamäleons“ zu erkennen meinte. Seine frühen Werke befänden sich „im besten Einklang mit den Schlechtesten ihrer Zeit: beladen und wirr, raunend und düster“. Christian Graf von Krockow schrieb: „er hat es nicht verdient, daß wir beschwichtigend daherreden“, denn schließlich „gehörte er zu den Schreibtischtätern des Unheils“. Ralph Giordano hätte gerne Jüngers „Wort zu Auschwitz“ gehört; Jürgen Busche schrieb, aus dem Frühwerk Jüngers dringe nur „raunendes Schleichen ums Geheimnis, schlichter Unsinn oder Metaphysik im Oberton“.
Jörg Sader kritisierte Textinterpretationen als unzulänglich, die Jüngers Biografie erklärend in den Mittelpunkt rückten oder sich von der Wirkung oder Rezeption seines Werkes bestimmen ließen. Als Beispiel nannte er die Position, den Vorwurf „ideologischer Vorläufer“ unter Verweis auf die widersprüchliche bzw. ablehnende Bewertung durch die NS-Kritik abzutun.
Der US-amerikanische Historiker Elliot Neaman befand, dass die Bezeichnung „Wegbereiter des Nationalsozialismus“ angesichts der „komplizierten Rezeptionsgeschichte“ Jüngers als „ungenau und oberflächlich“ anzusehen sei. Die Enzyklopädie des Nationalsozialismus führt ihn als „Wegbereiter des Nationalsozialismus“ auf. Auch in der angelsächsischen World Fascism. A Historical Encyclopedia wird Jünger als Schriftsteller beschrieben, der durch seine elitäre, antidemokratische und nationalistische Rhetorik dazu beigetragen habe, ein günstiges Umfeld für den Aufstieg des Nationalsozialismus zu schaffen. Daniel Morat fokussierte auf das zentrale Thema der Kontroversen um Jünger die Frage nach seiner Wandlung. Während selbst die Verteidiger Jüngers in der Regel nicht bestritten, dass Jünger ein militanter Nationalist und Wegbereiter des Nationalsozialismus gewesen sei, jedoch seine oppositionelle Haltung während des Dritten Reiches betonten, hielten die Kritiker diese Wandlung für unglaubwürdig und vordergründig.
Der Historiker Hans-Ulrich Wehler hob hervor, dass Jüngers elitärer Dünkel wie auch seine Skepsis gegenüber der Persönlichkeit Hitlers ihn von einem „öffentlichen Anschluss“ abhielten, trotz seiner Sympathie für den Nationalsozialismus: „Eine Figur wie Jünger brauchte auch gar nicht der NSDAP anzugehören, um als einer der intellektuellen Totengräber der Republik, gefeiert von einer riesigen Lesergemeinde, zu wirken“. Für den niederländischen Germanisten Jan Ipema bezog sich Jüngers Anerkennung für Hitler und dessen Bewegung auf Hitlers erfolgreiches Agieren gegen die Bestimmungen des Vertrages von Versailles und nicht so sehr auf den Nationalsozialismus als „Lehre“.
Helmuth Kiesel referierte, dass Jünger selbst expressis verbis zugegeben habe, zum Faschismus zu tendieren („der allerdings vom Nationalsozialismus zu unterscheiden sei“). Angesichts seiner nationalistischen und antirepublikanischen Publizistik könne man nicht widersprechen, wenn man Jünger zu den „Totengräbern“ der Weimarer Republik und den „Pionieren“ des Dritten Reiches zähle. Andererseits sollte man seine Bedeutung für den Untergang der Weimarer Republik und den Aufstieg des Nationalsozialismus nicht überschätzen. Die gleichen Punkte führte Lutz Unterseher auf, der feststellte: „In der Tat darf Jünger in einem allerdings sehr weiten Sinne als einer der intellektuellen Wegbereiter des Nationalsozialismus gelten.“

### Literatur und Literaturkritik

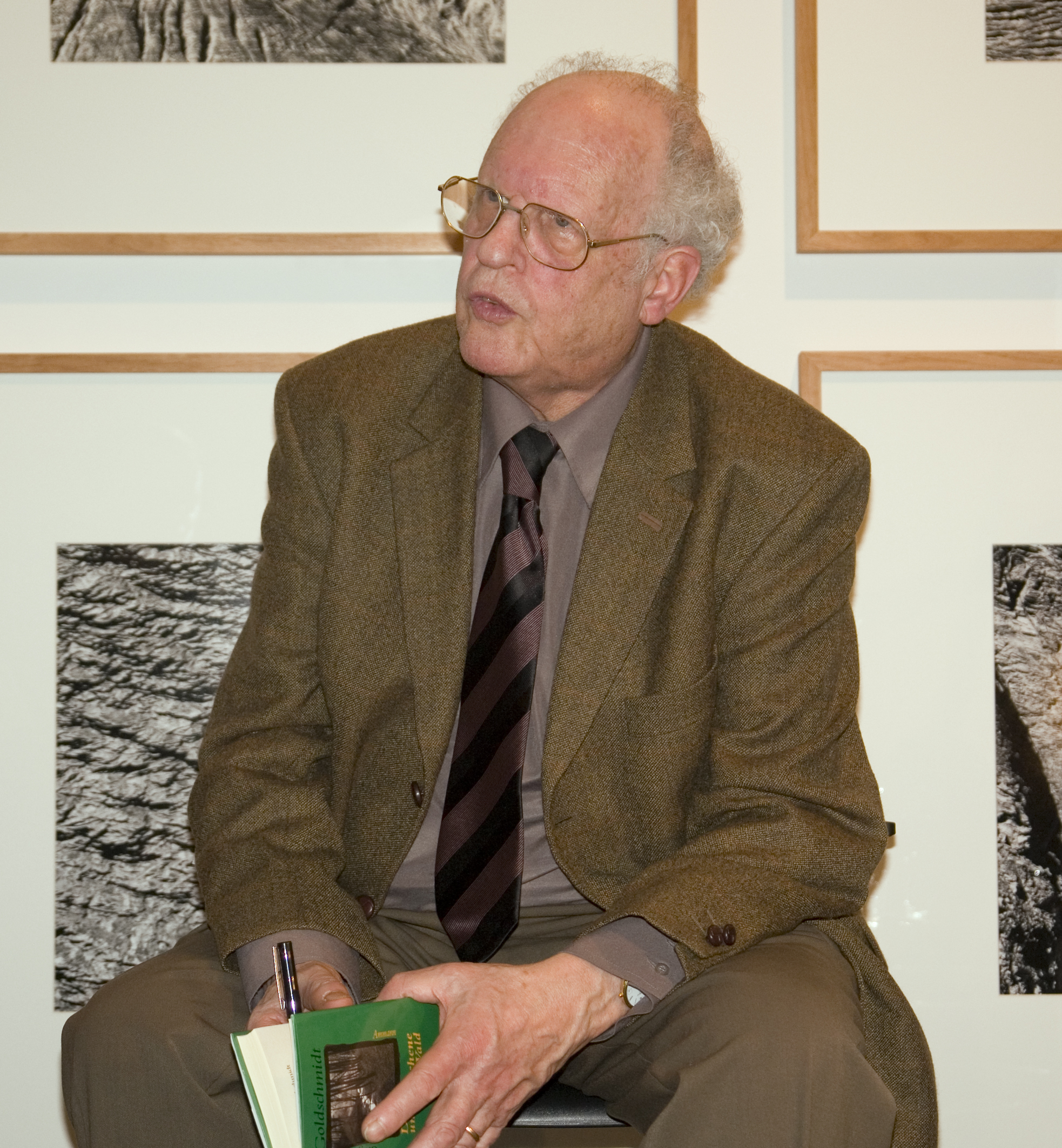
Georges-Arthur Goldschmidt

## Werke

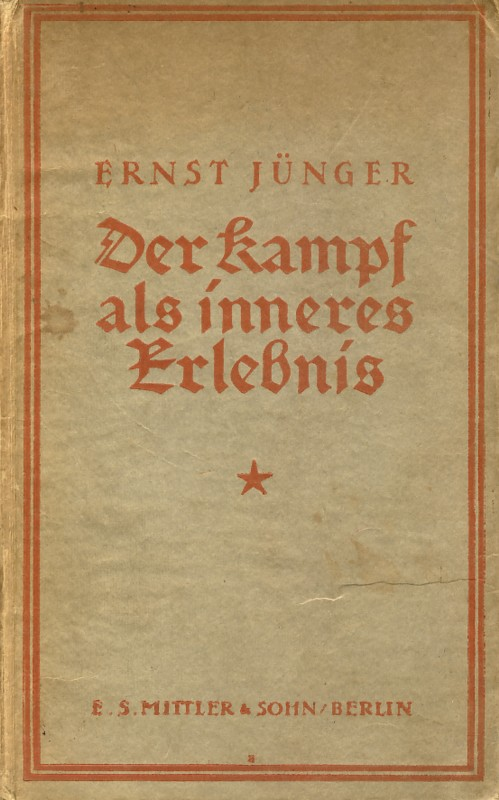
Der Kampf als inneres Erlebnis. 1922.

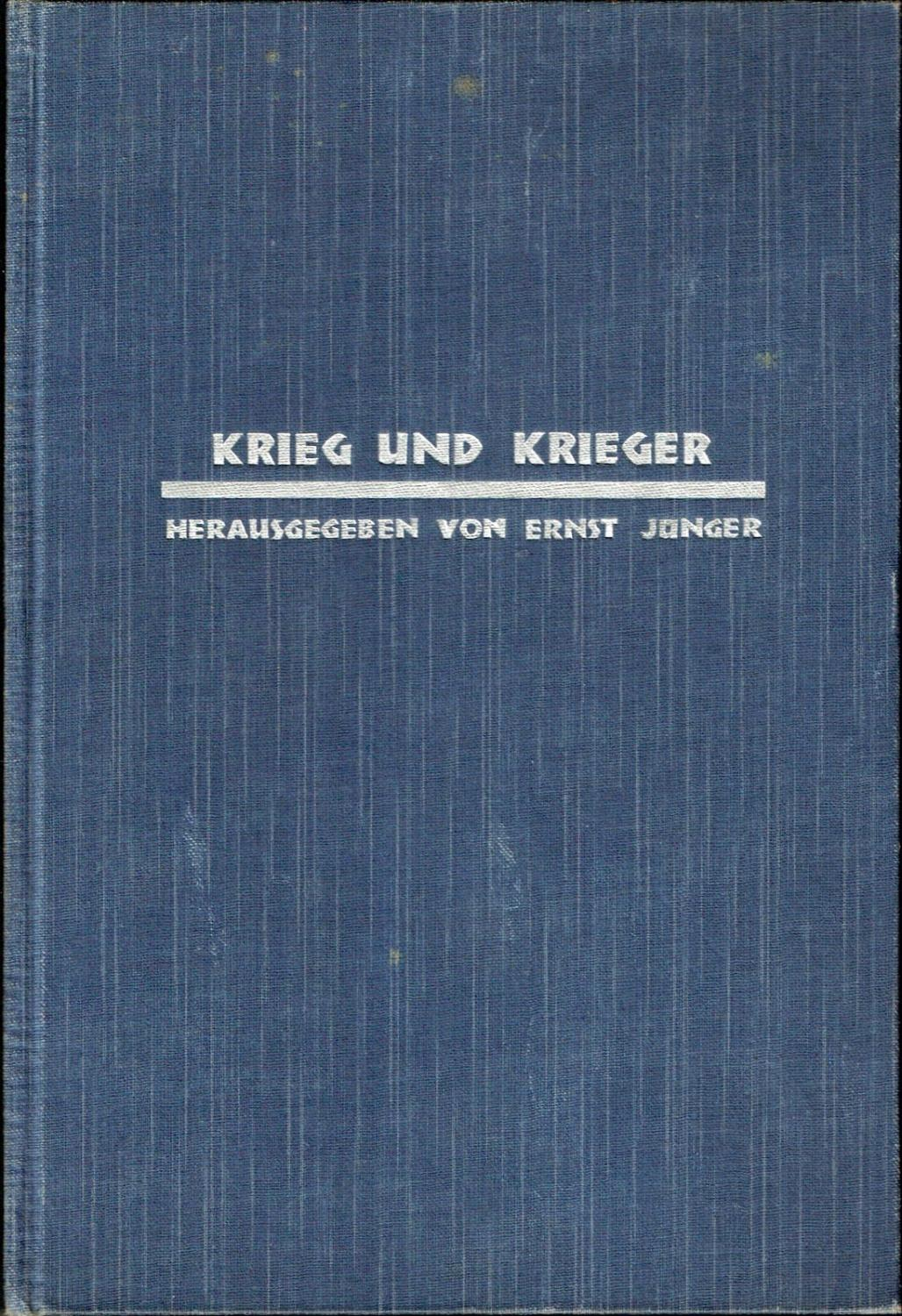
Krieg und Krieger. 1930.

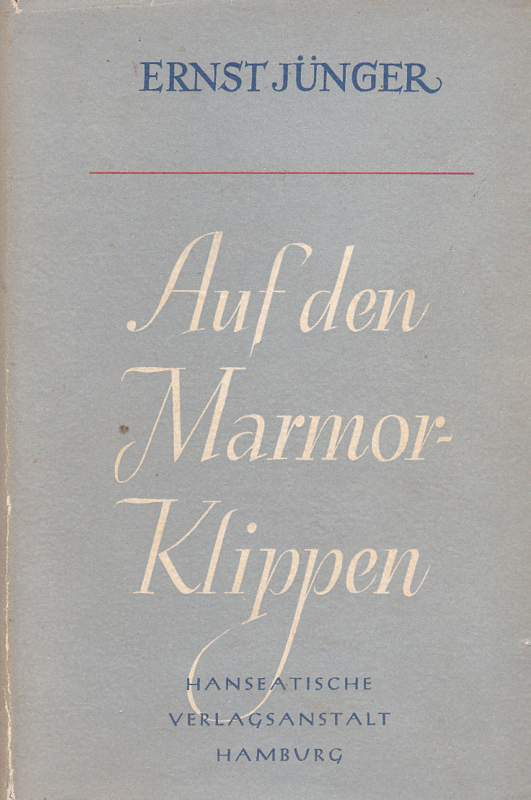
Auf den Marmorklippen. 1939.

## Orden und Ehrungen

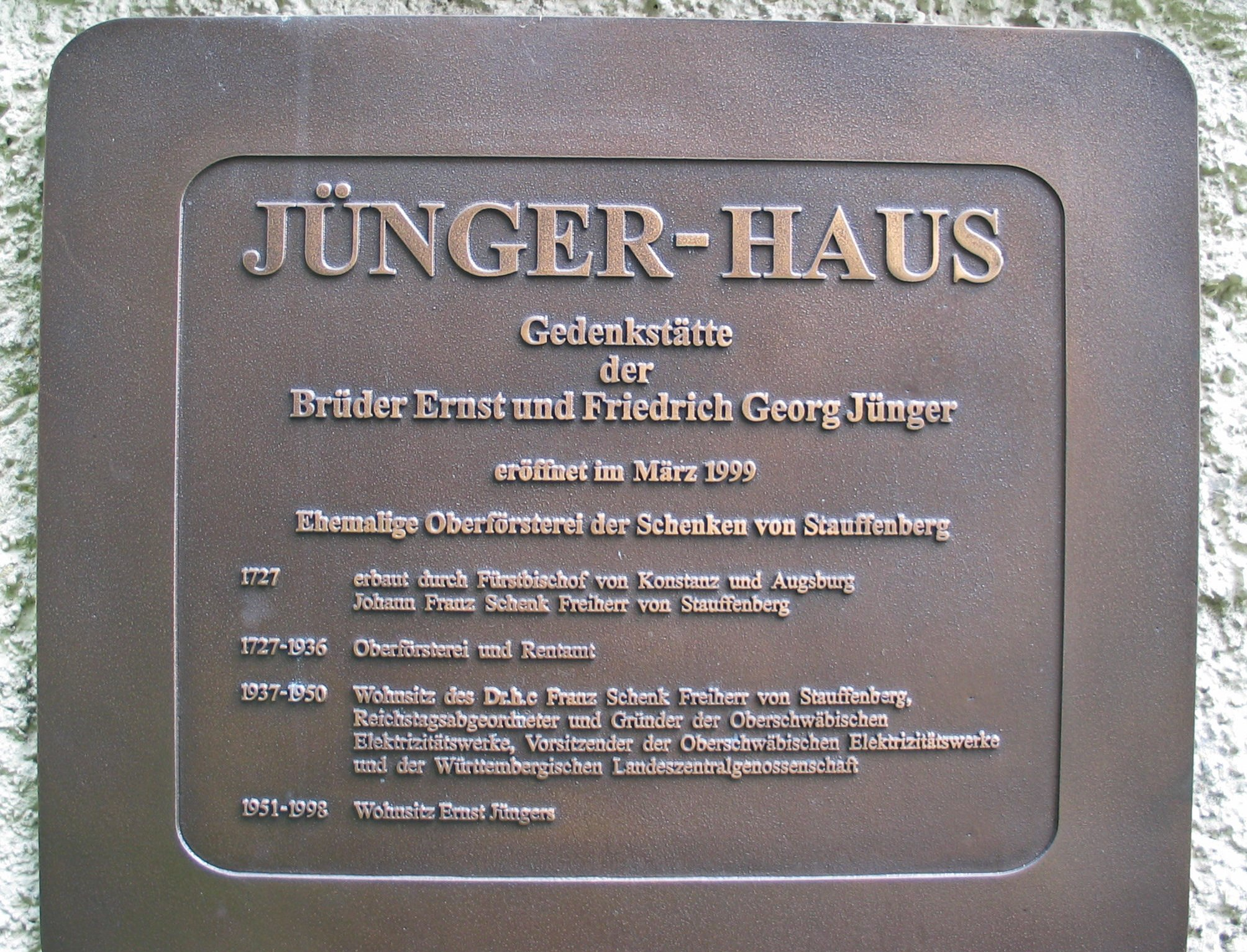
Gedenktafel in Wilflingen